# Residências da Casa de Saboia
As Residências da Casa de Saboia são um conjunto de edifícios (palácios) na cidade de Turin e sua província Torino no Piemonte, no norte da Itália que, em 1997, foram classificados como um Património da Humanidade pela Unesco. Entre estes encontram-se:

## O patrimônio tombado
Em Turim:
- Palácio Real de Turim;
- Palazzo Madama e Casaforte degli Acaja;
- Palazzo Carignano;
- Castello del Valentino;
- Villa della Regina;
- Fachada do Teatro Regio di Torino.

Na província de Turim (Piemonte), perto de Turim
- Palazzina di caccia di Stupinigi;
- Reggia di Venaria Reale;
- Castello della Mandria;
- Castello di Rivoli;
- Castello di Agliè;
- Castello di Moncalieri;
- Castello di Racconigi;
- Castello di Pollenzo;
- Castello di Govone;
- Reggia di Valcasotto.

### Galeria de imagens

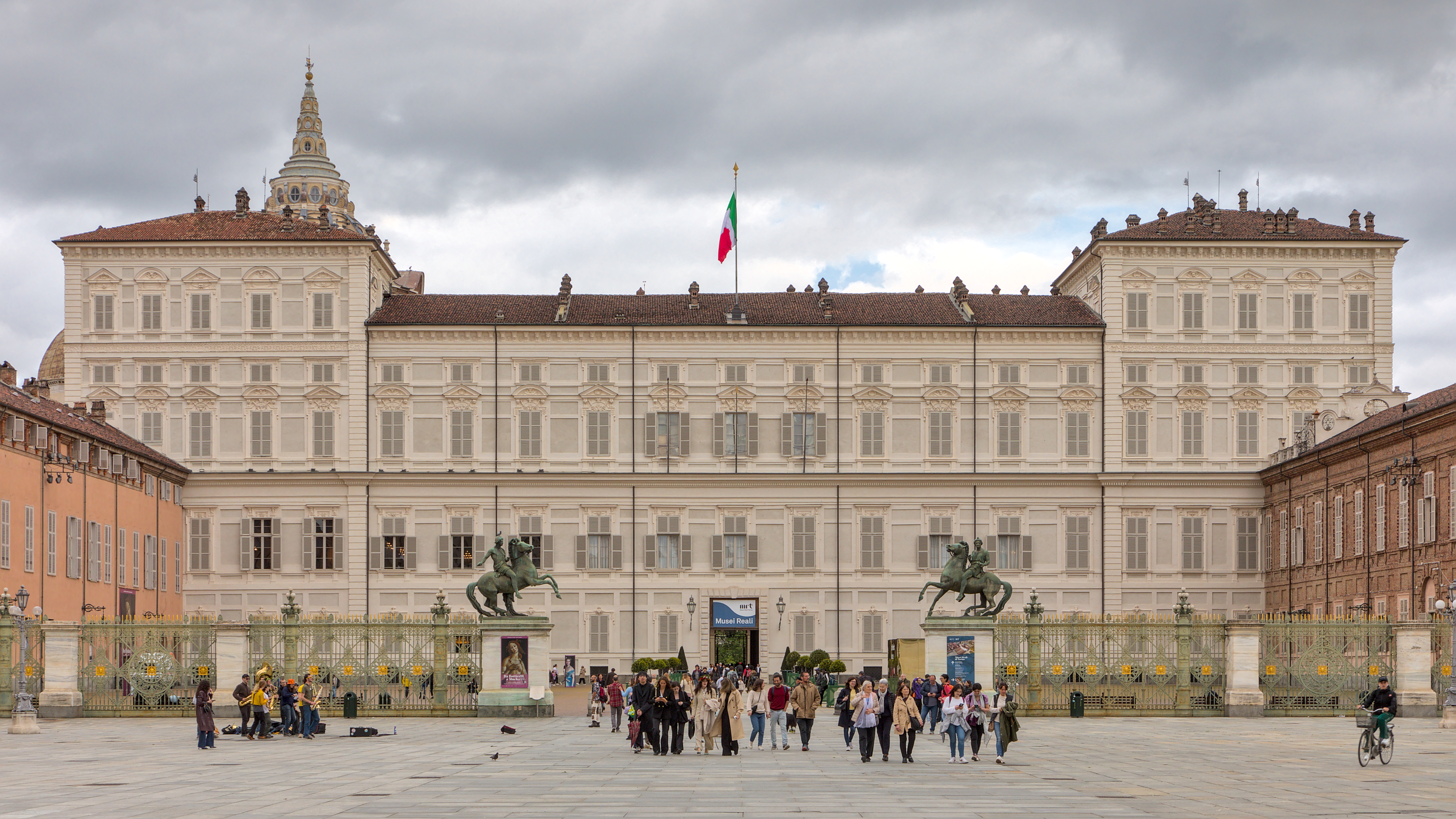
Palácio Real de Turim
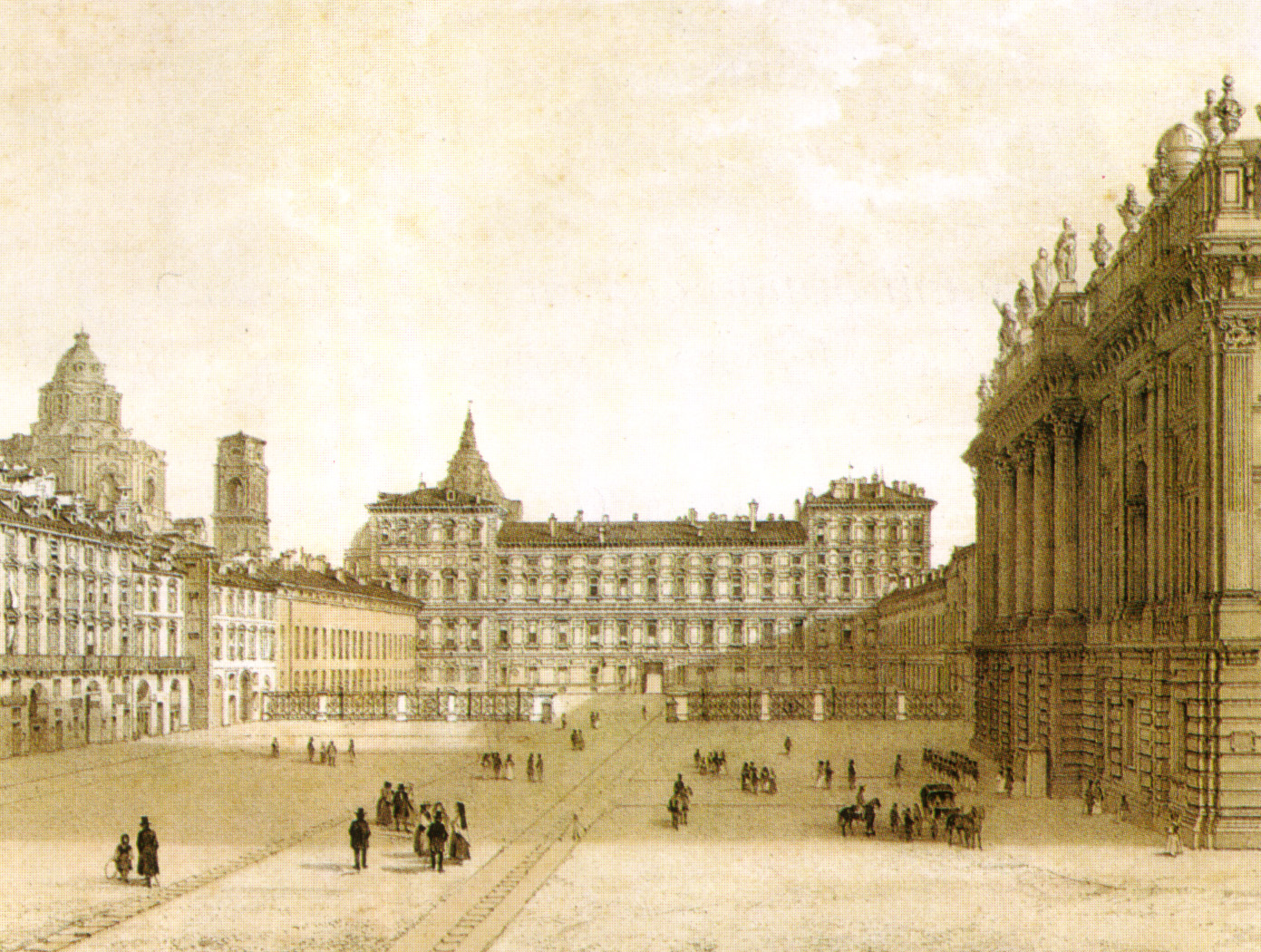
Palazzo Reale di Torino - (sec XIX)
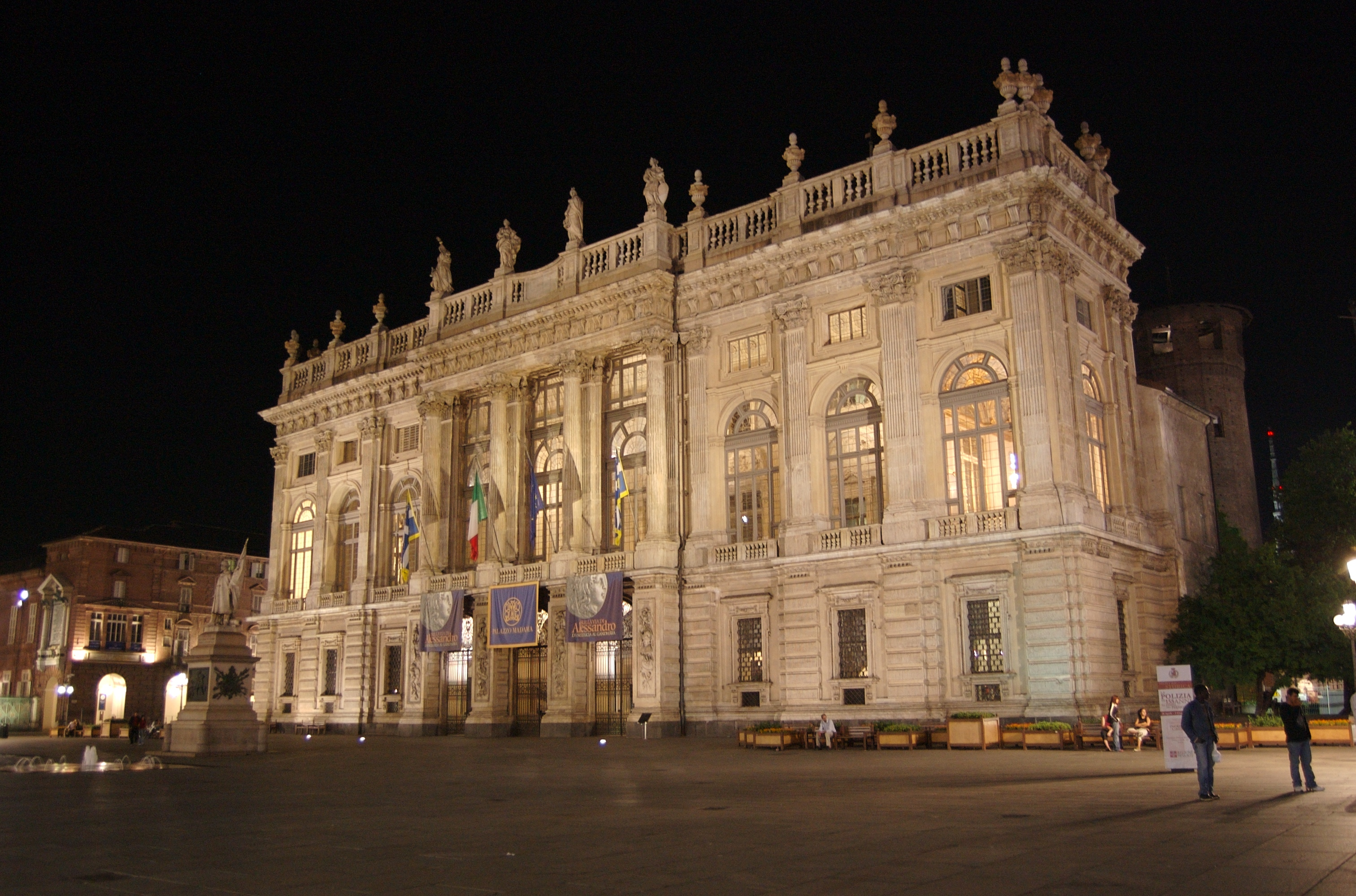
Palazzo Madama e Casaforte degli Acaja
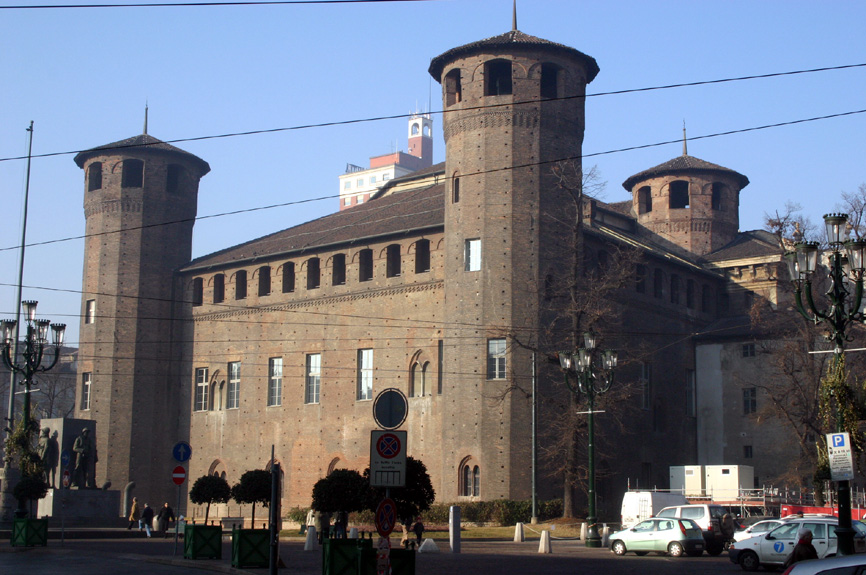
Palazzo Madama (2)
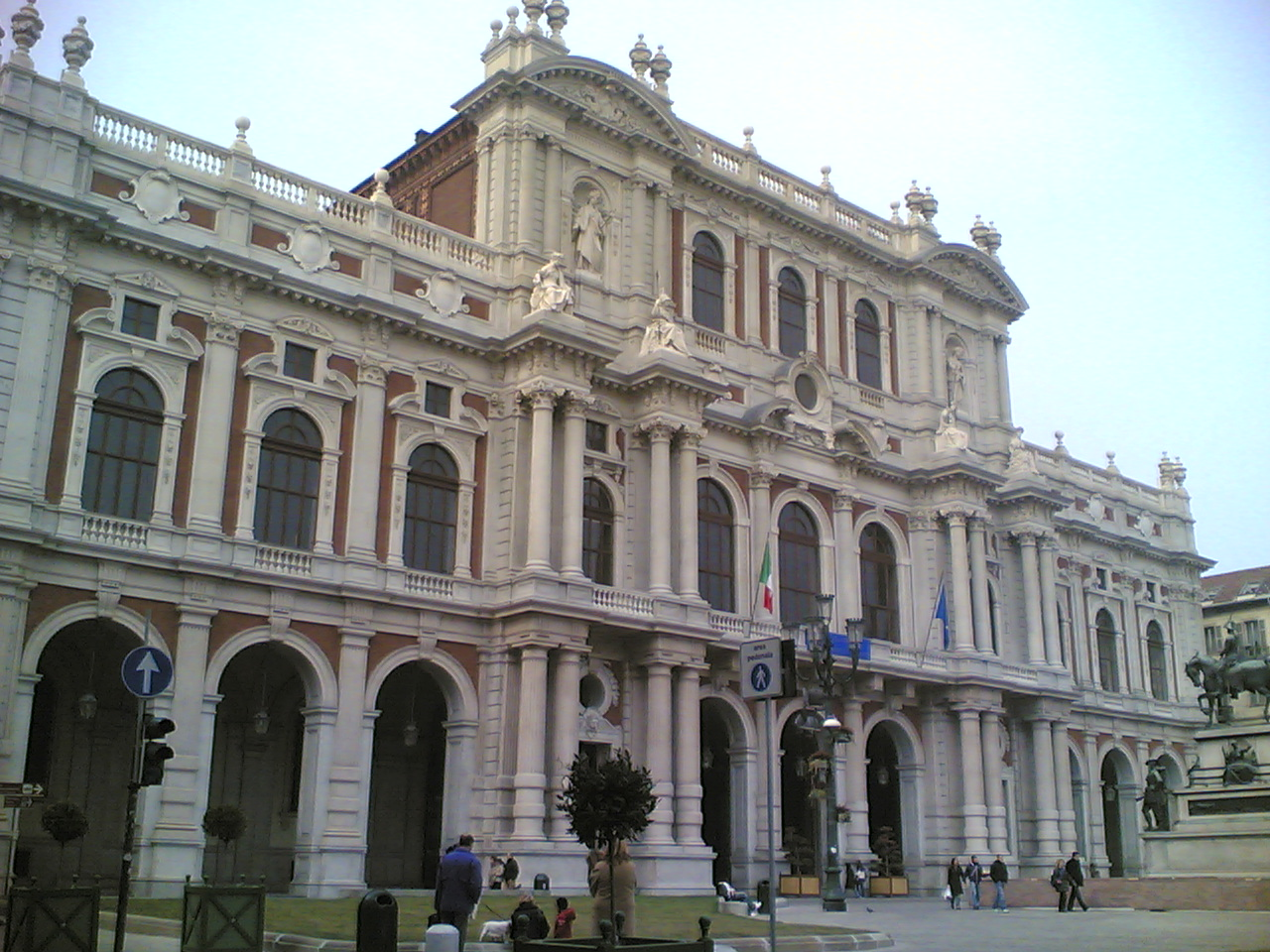
Palazzo Carignan(1)
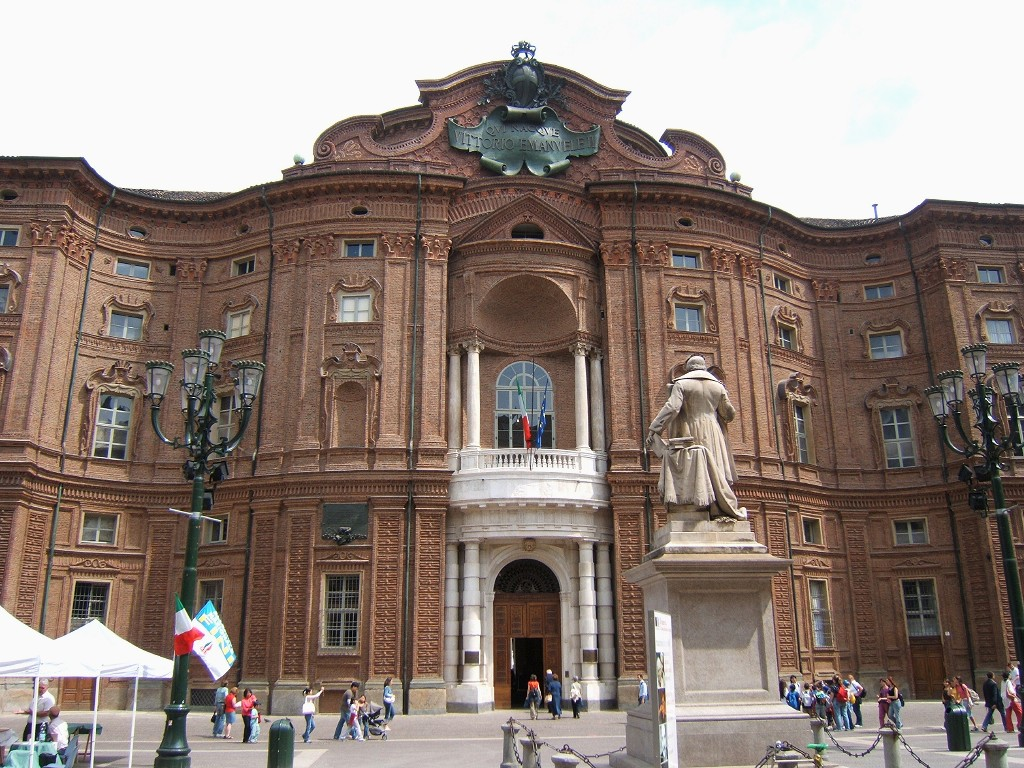
Palazzo Carignan(2)
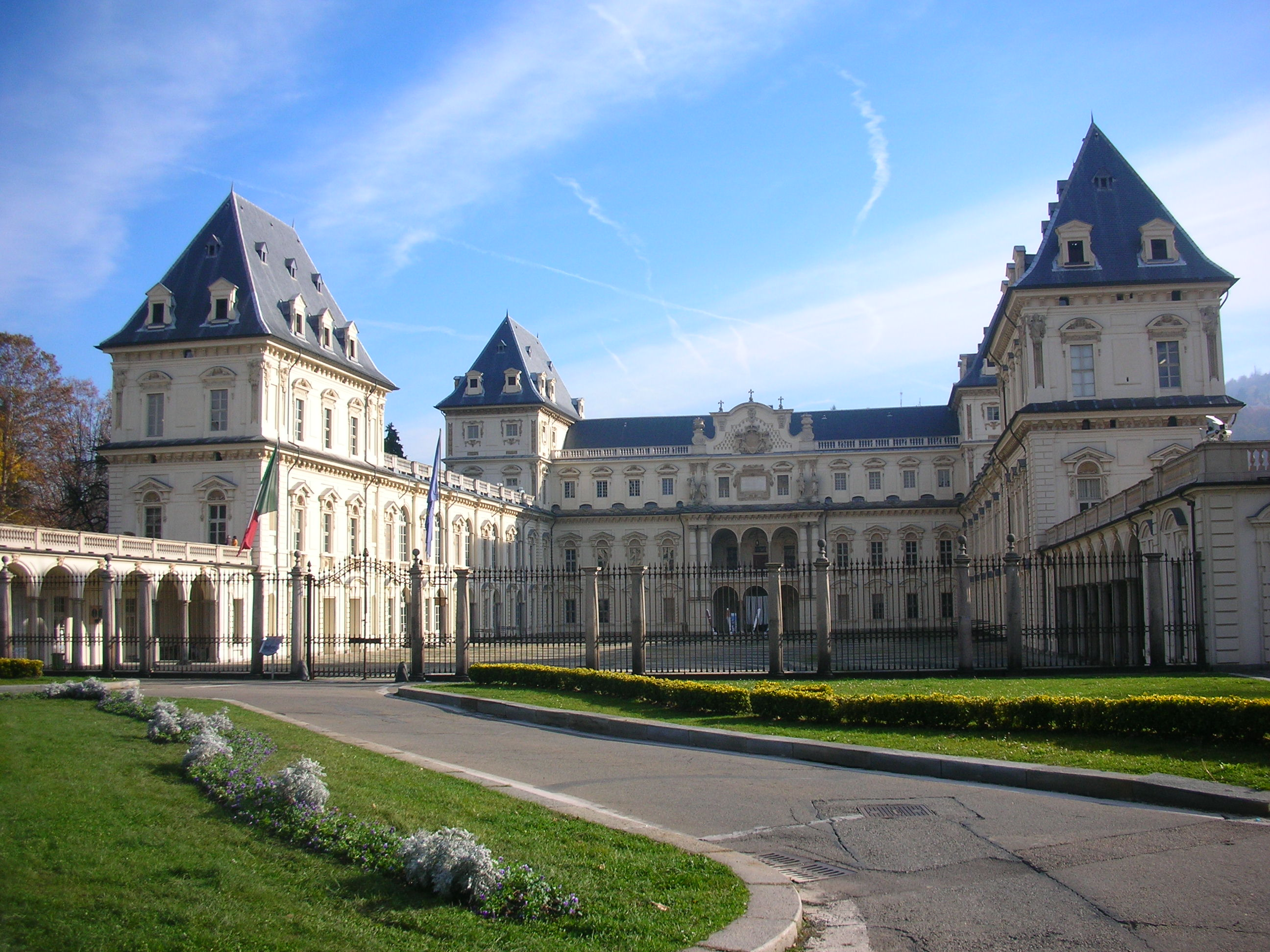
Castello del Valentino (1)
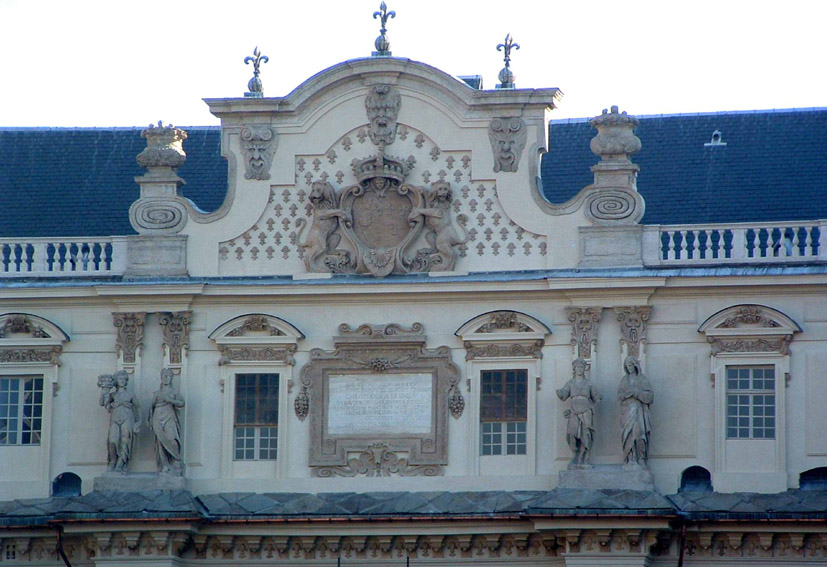
Castello del Valentino (2)
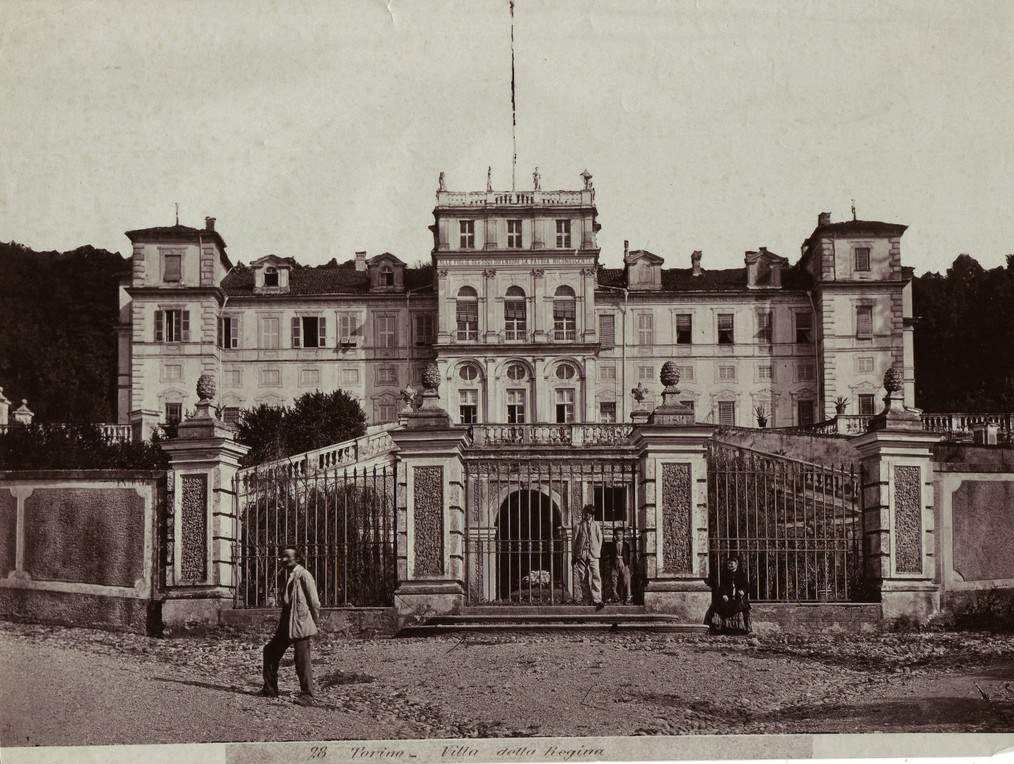
Villa della Regina
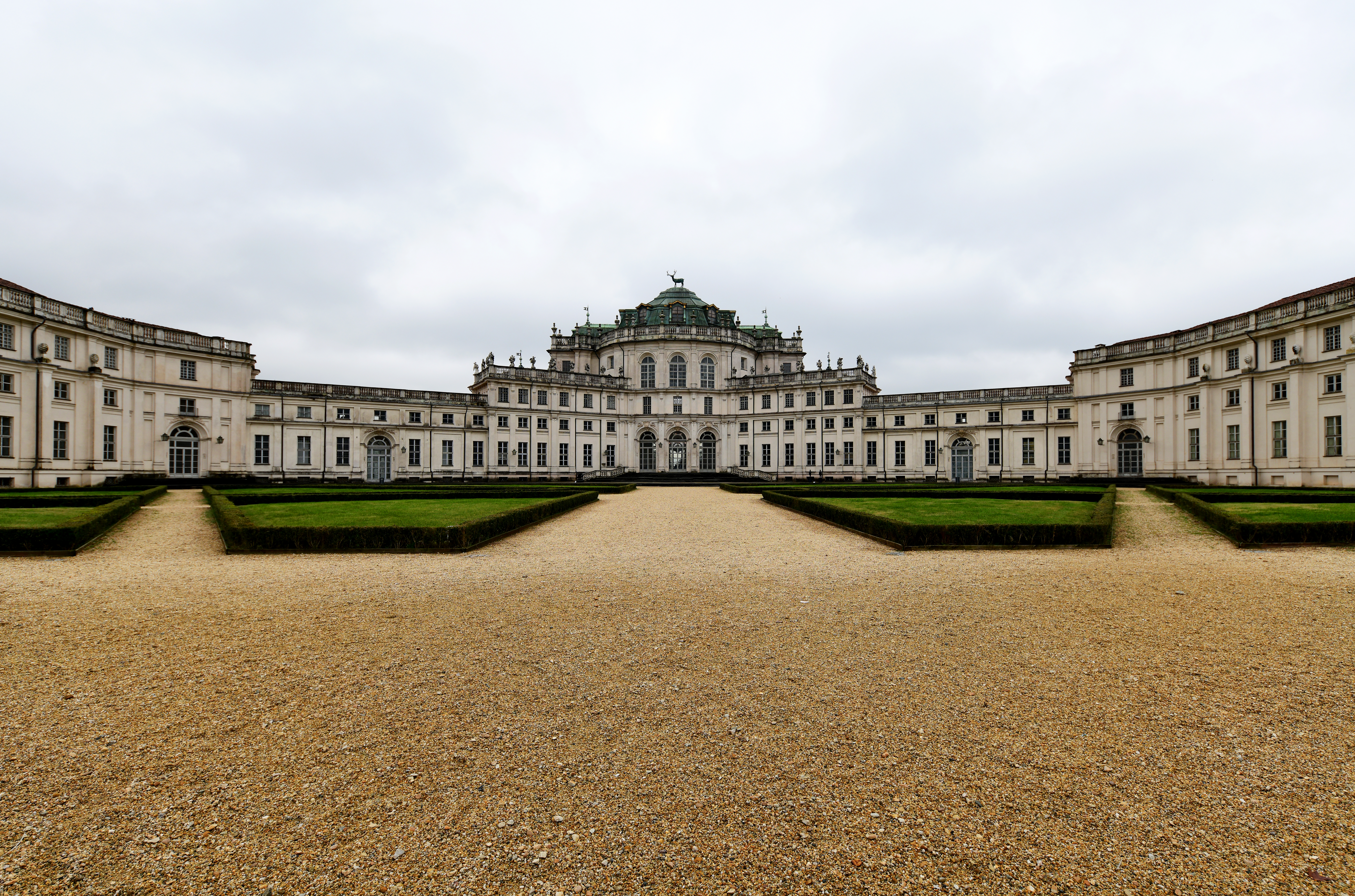
Palazzina di caccia di Stupinigi (1)
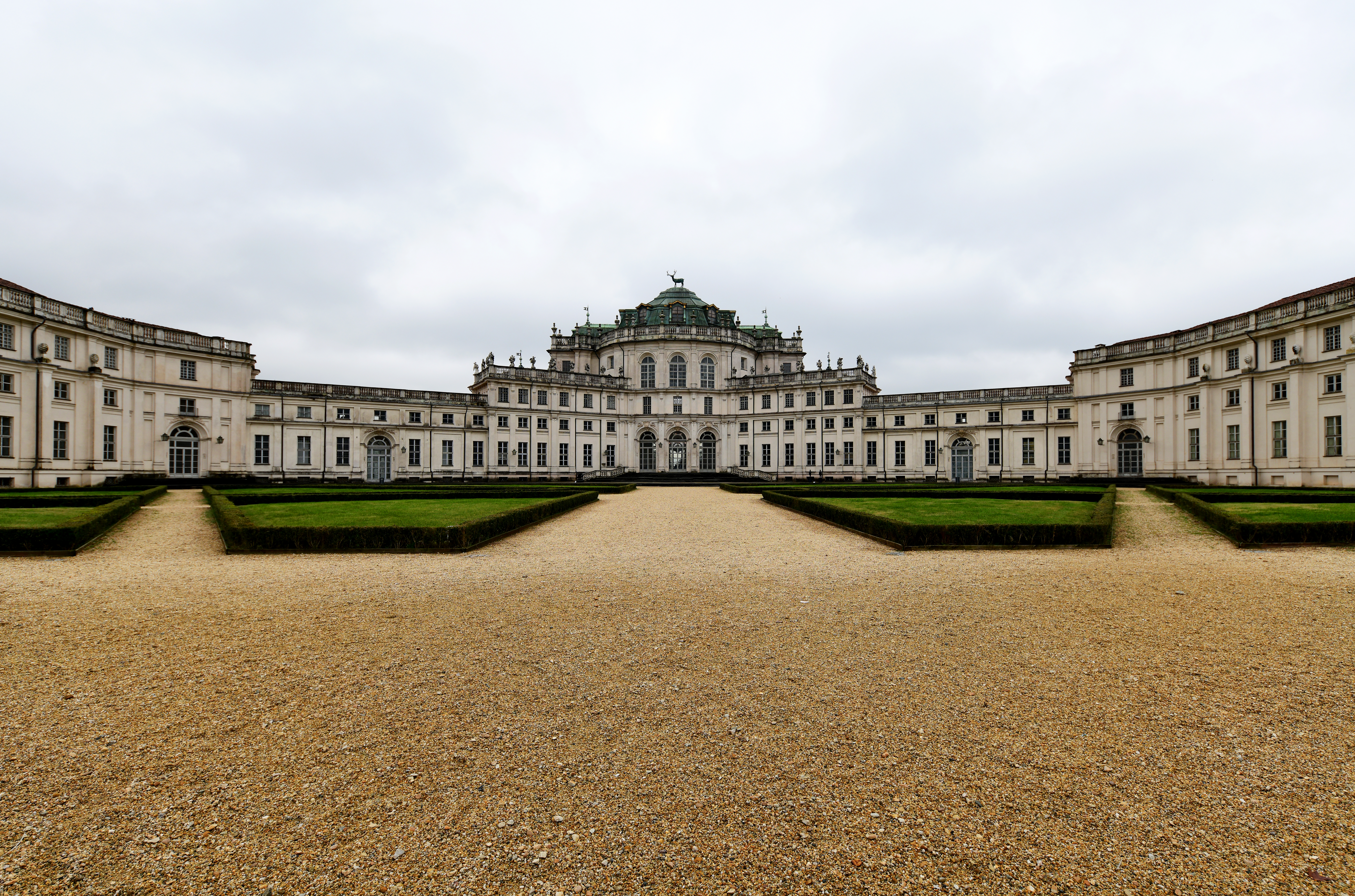
Palazzina di caccia di Stupinigi (2)
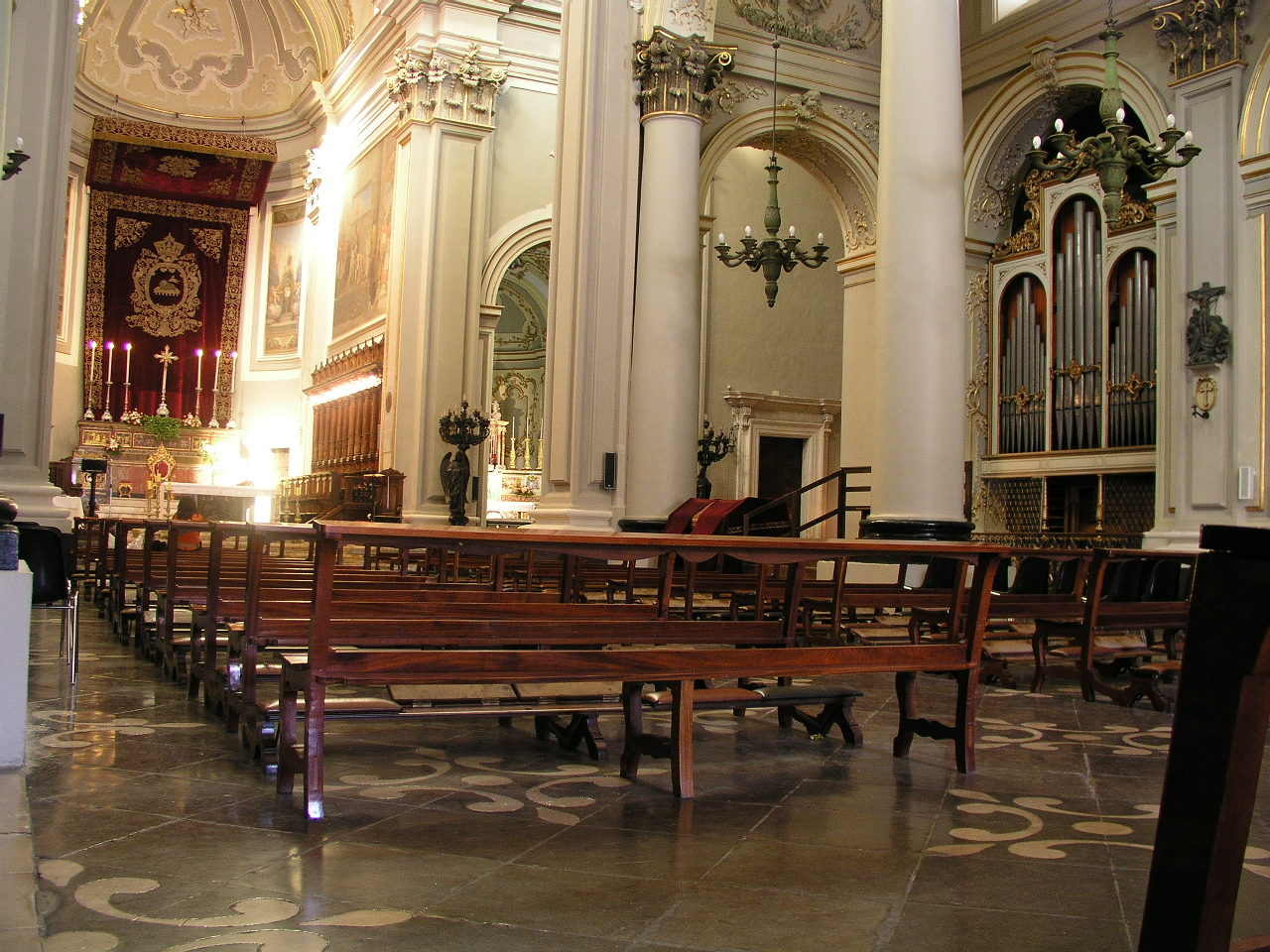
Reggia di Venaria Reale (1)
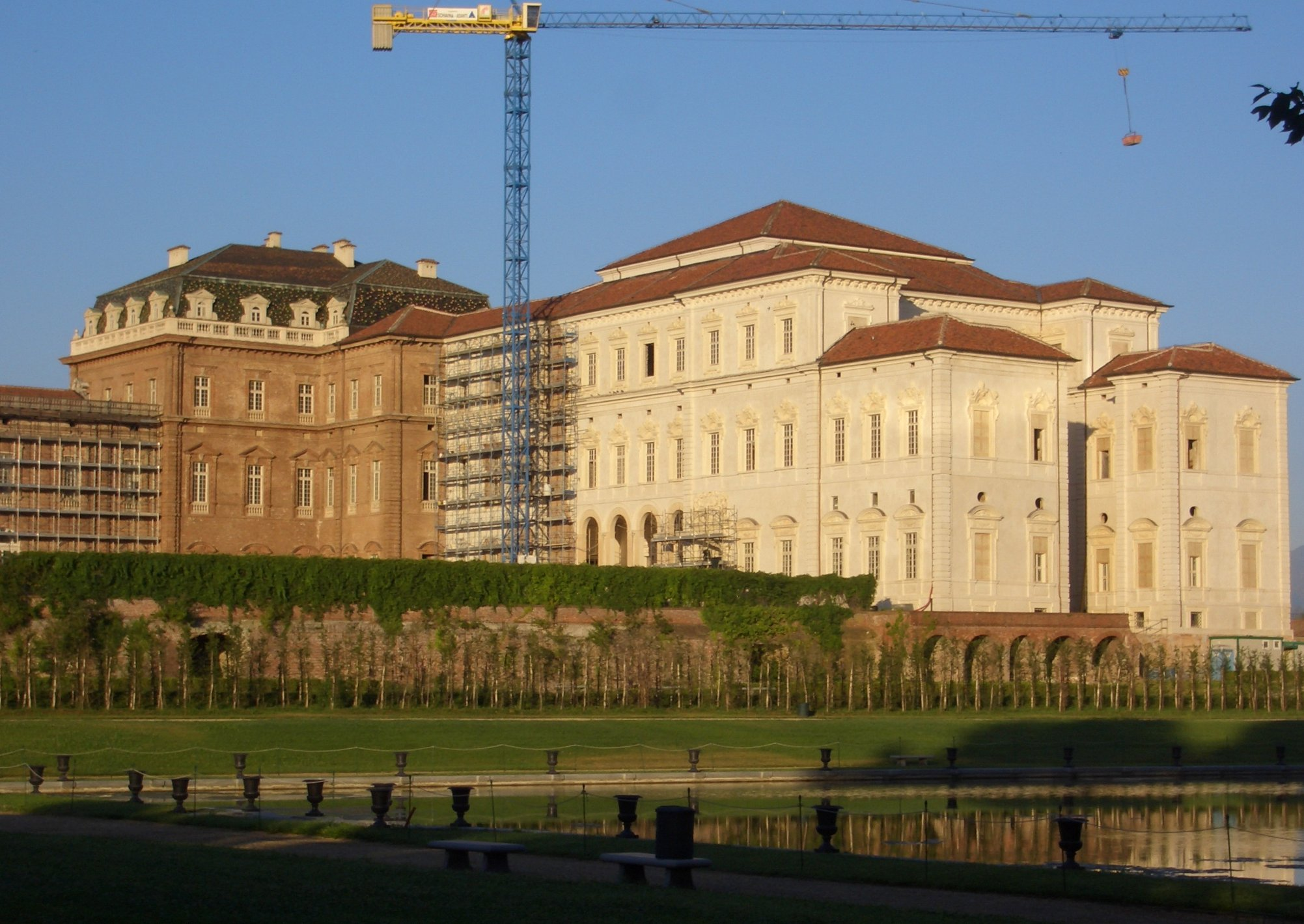
Reggia di Venaria Reale (2)
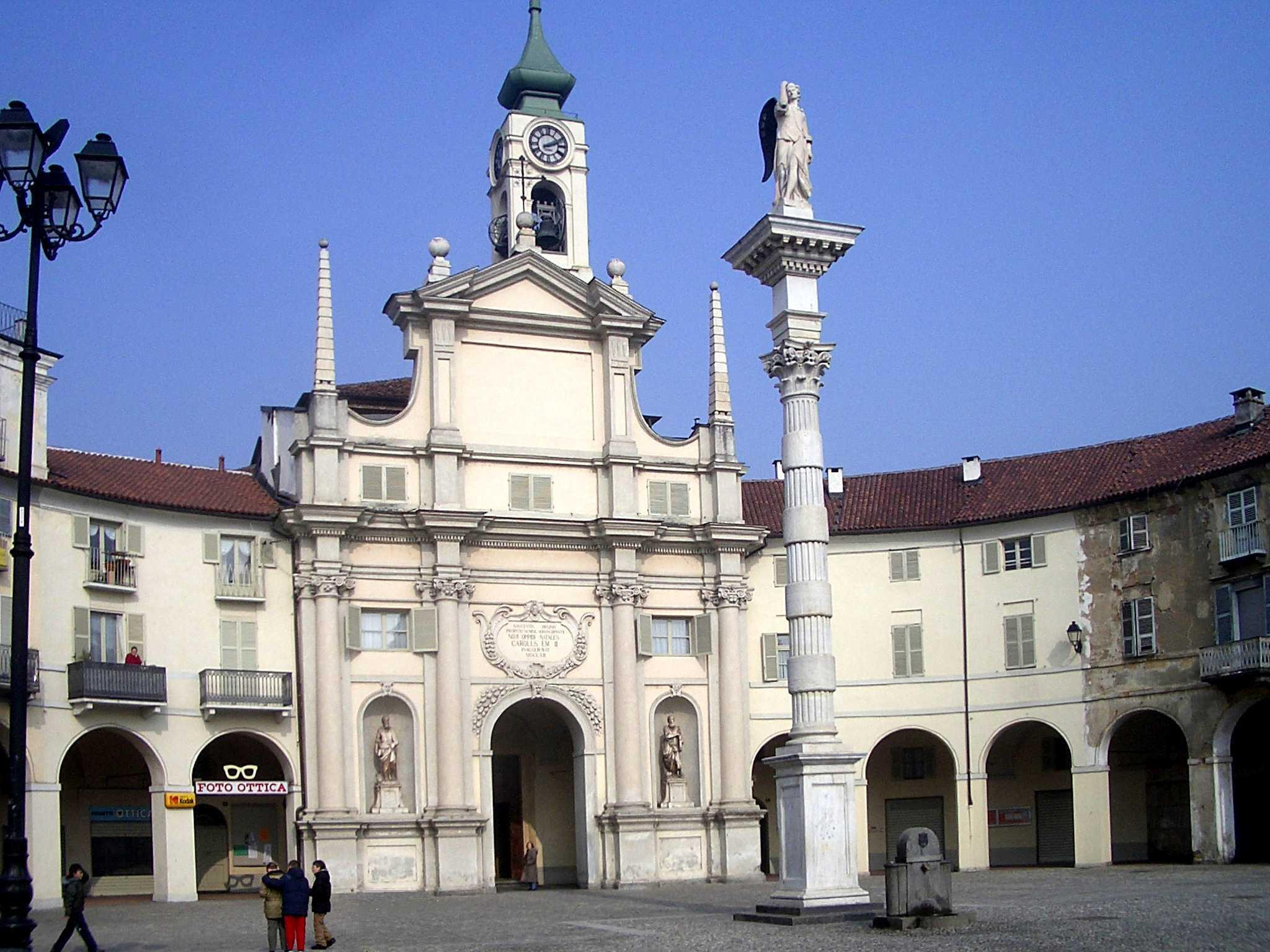
Praça dell'Annunziata e a igreja paroquial, em Venaria Real
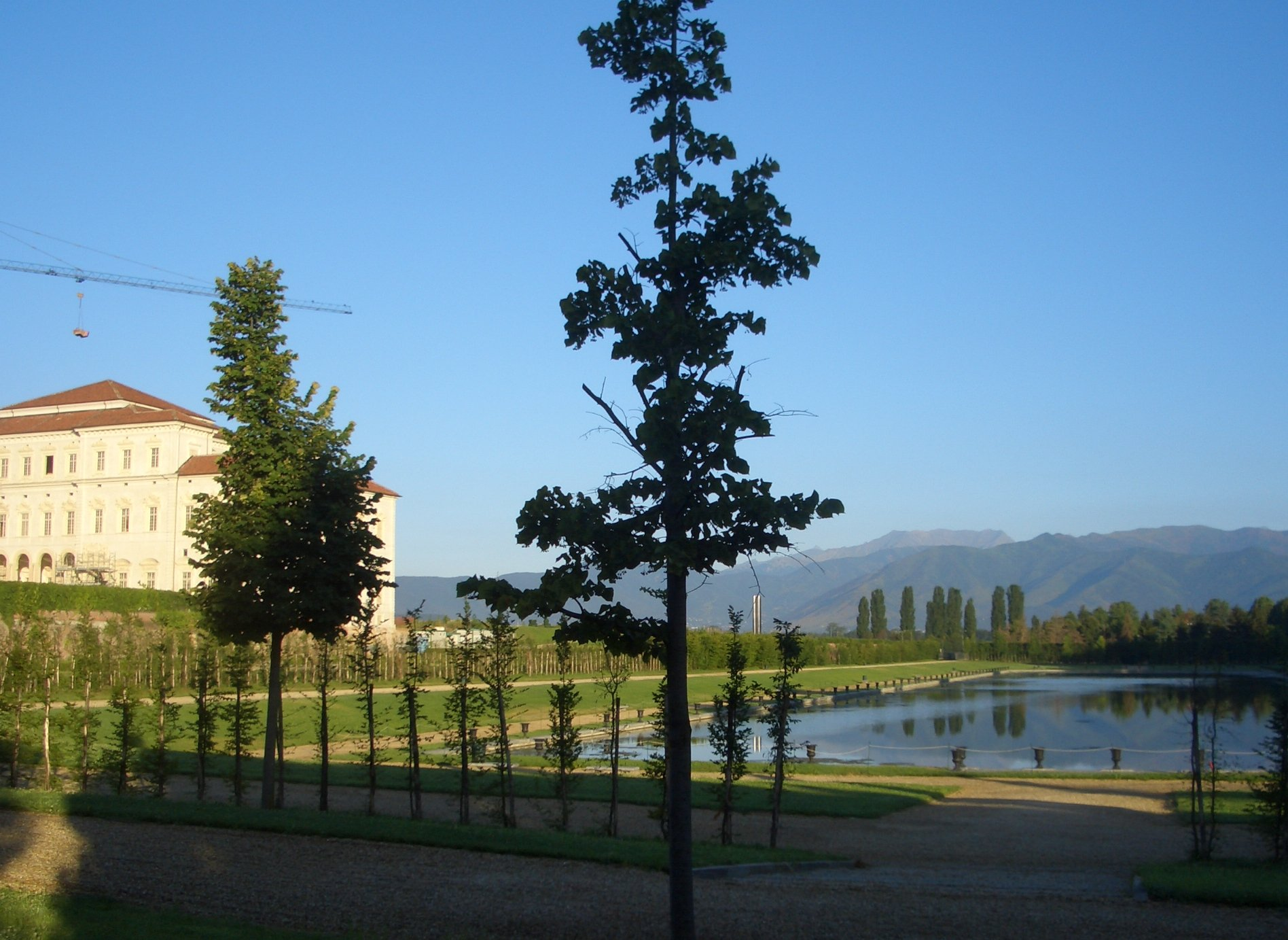
O parque baixo em Venaria Real
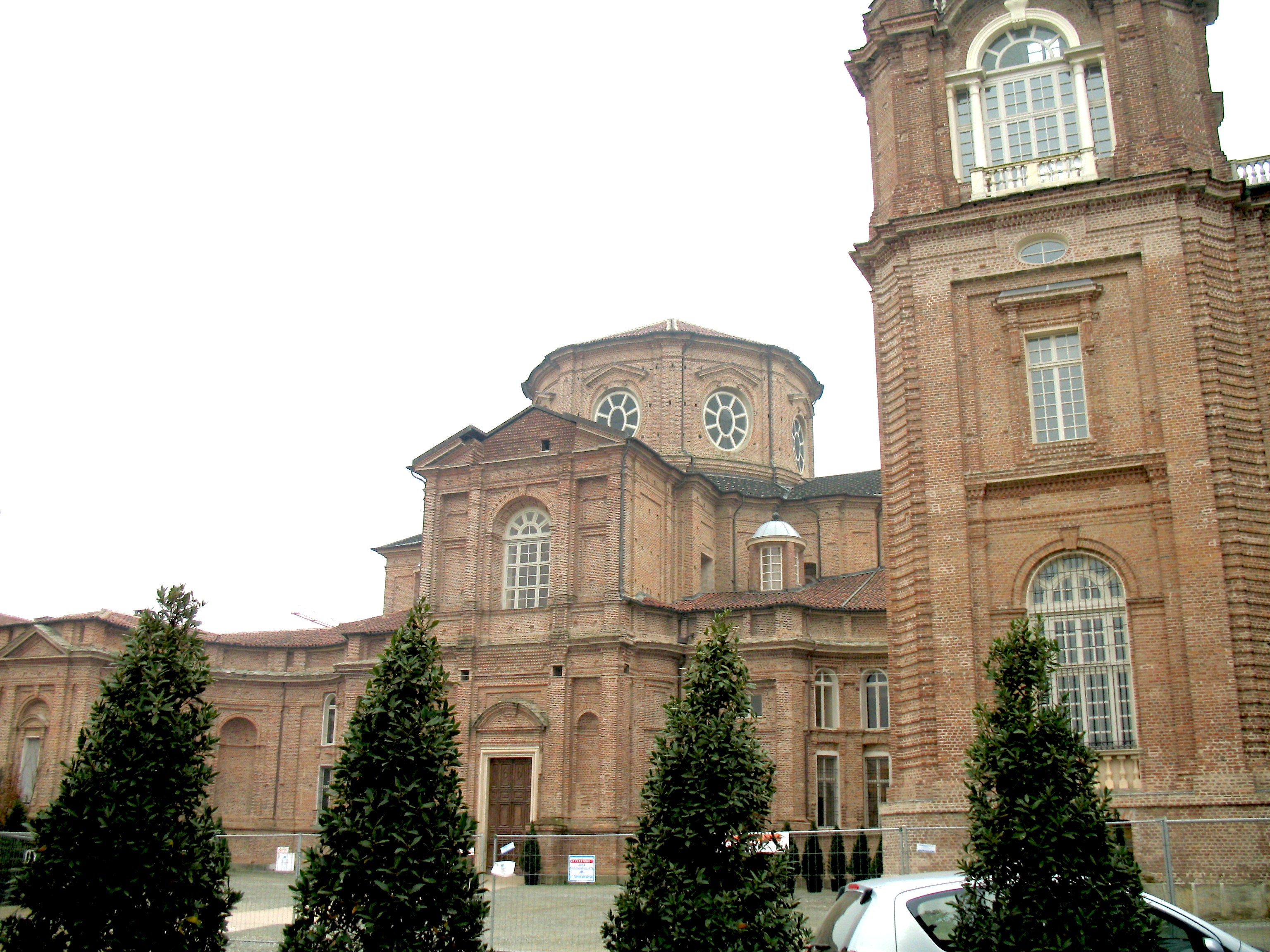
A igreja de Santo Alberto, patrono dos caçadores, situado ao lado do Castelo Venaria Real
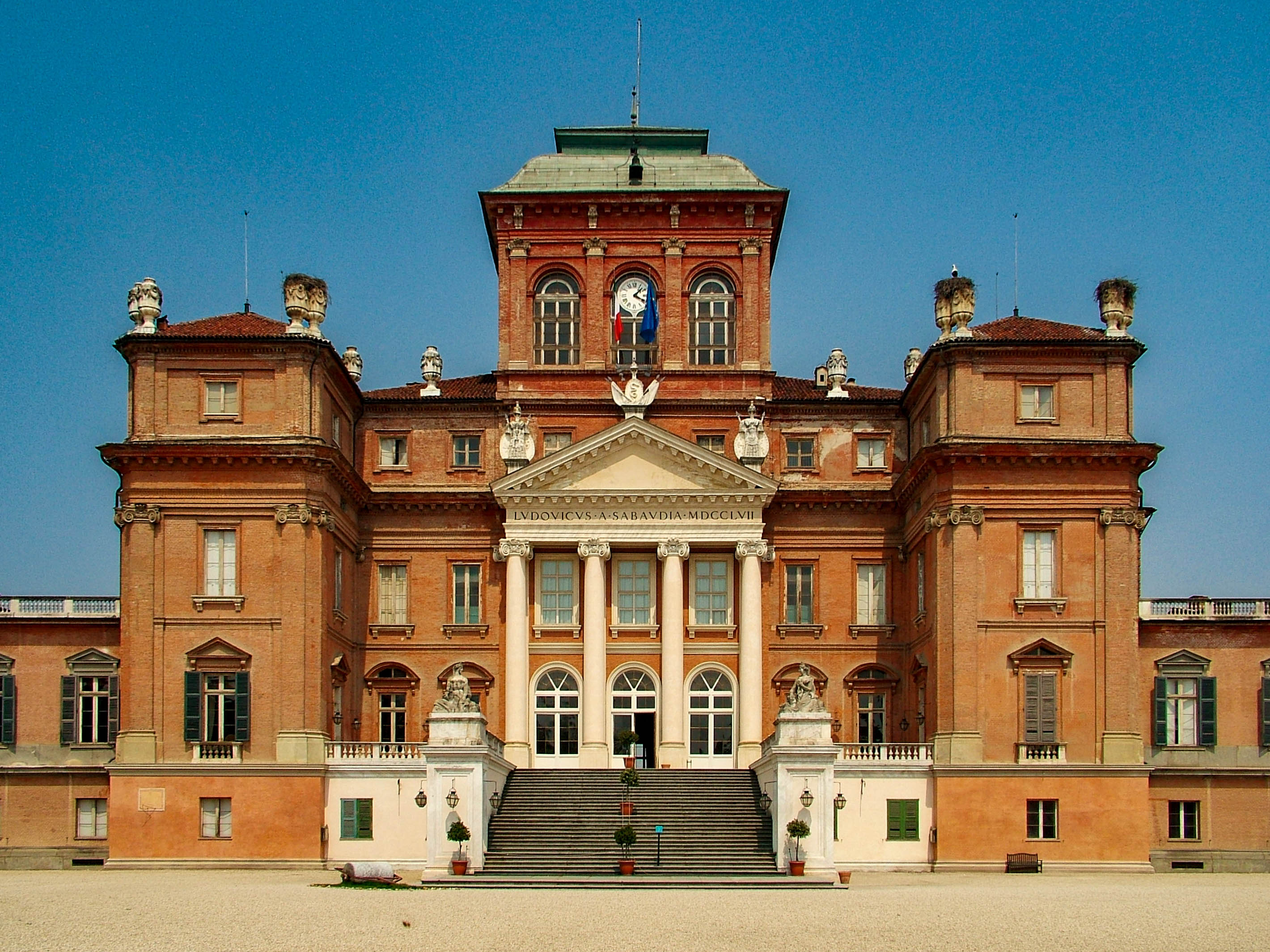
Castello di Racconigi
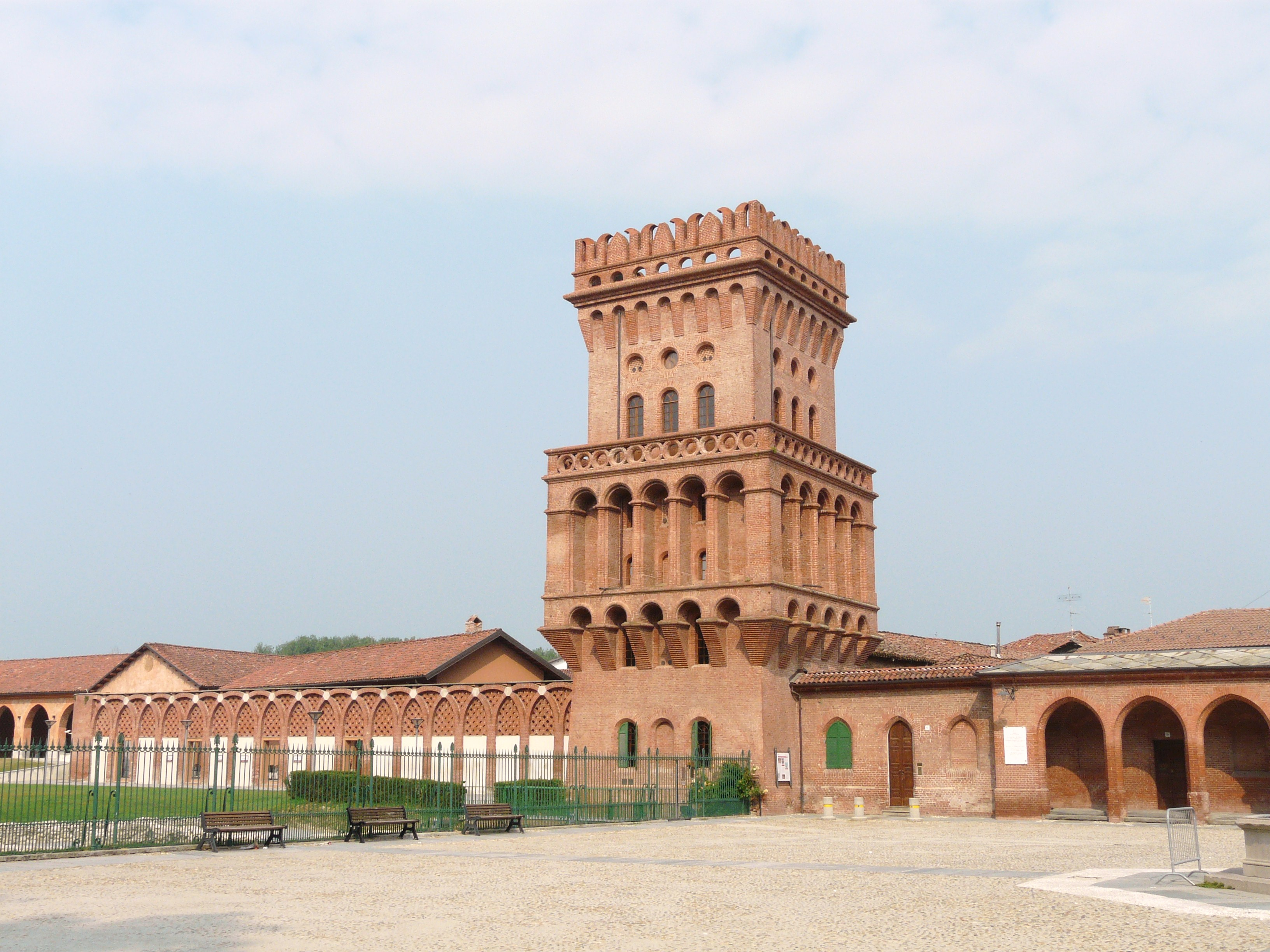
Castello di Pollenzo
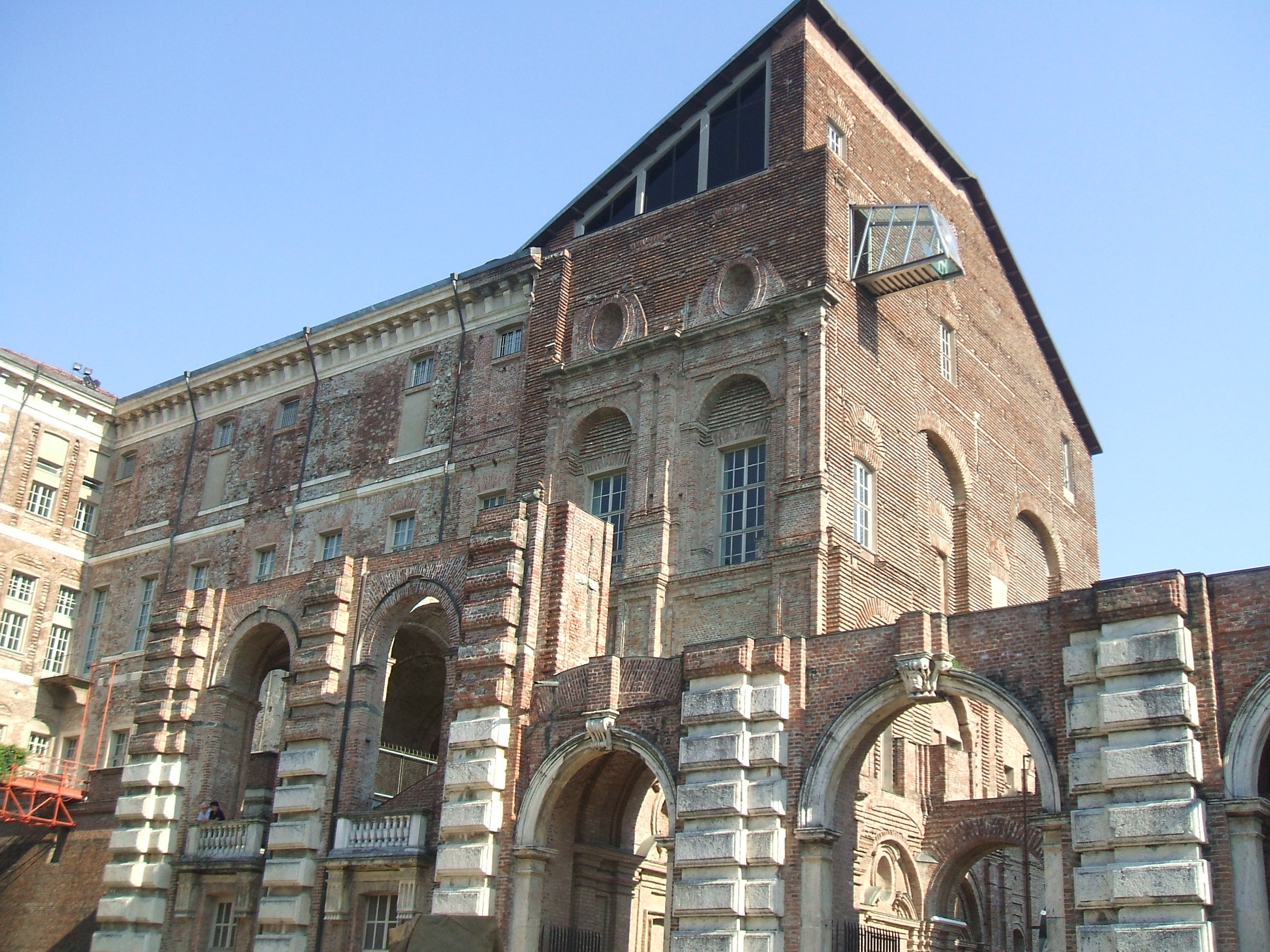
Castello di Rivoli (1)
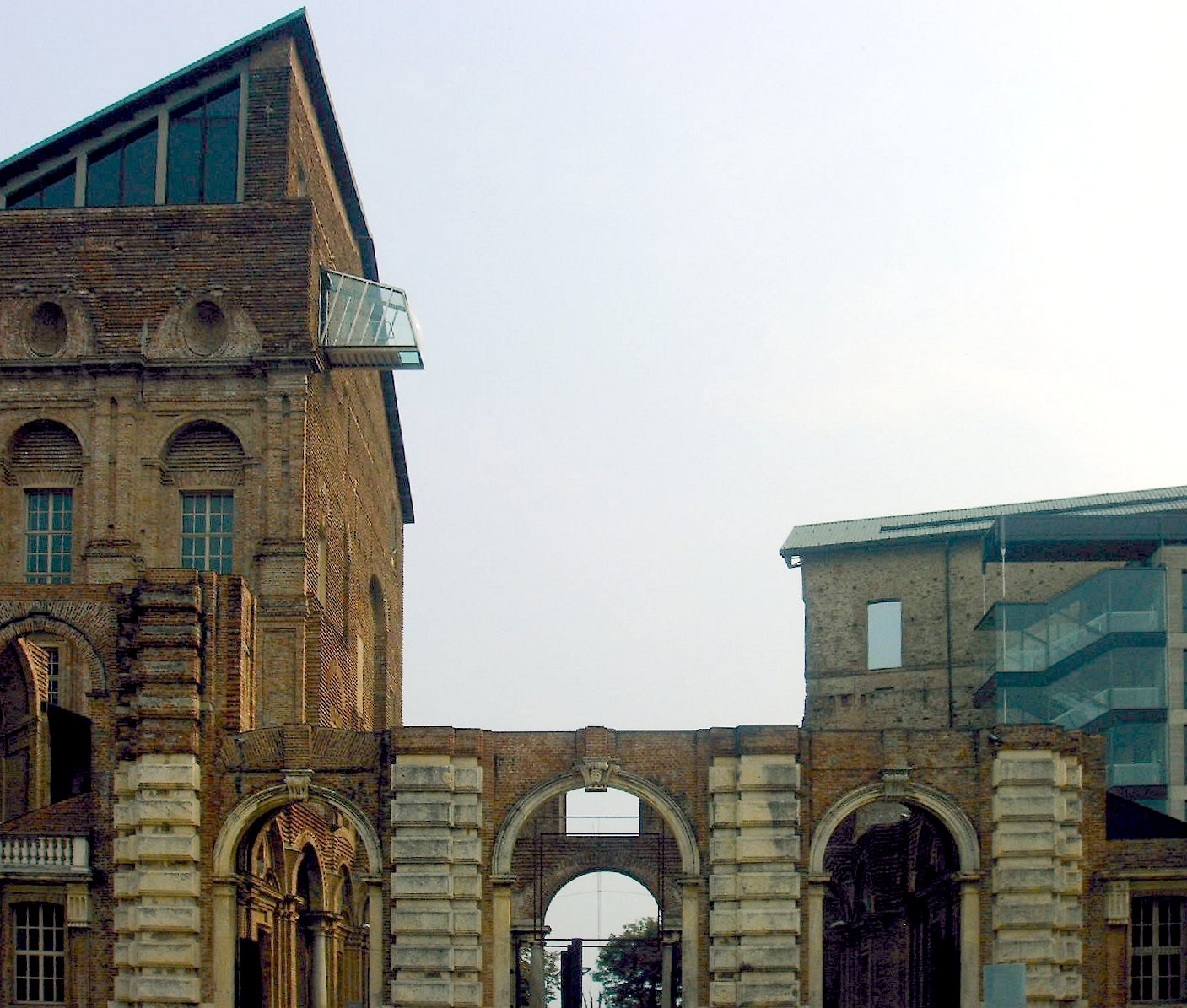
Castello di Rivoli (2)
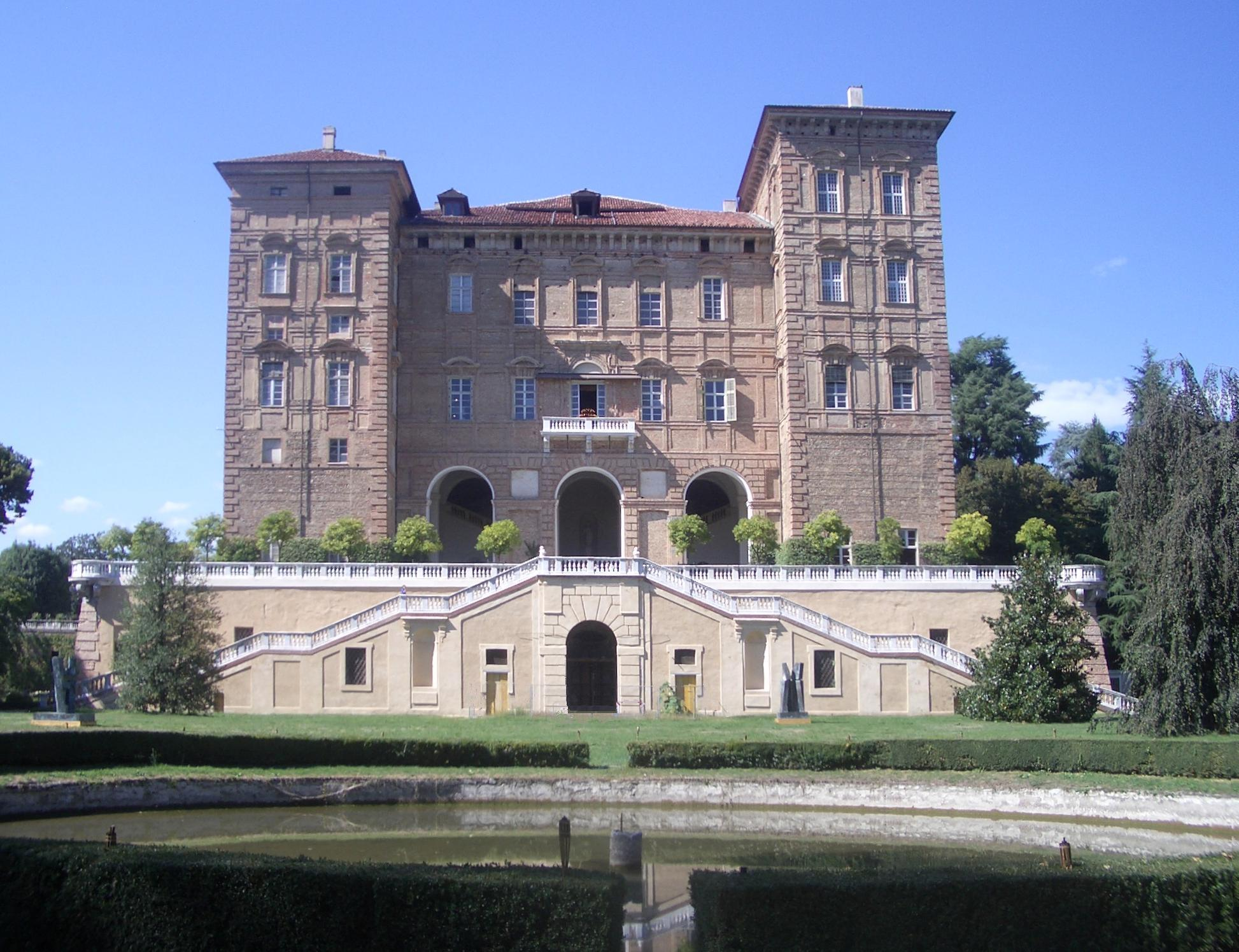
Castello di Agliè
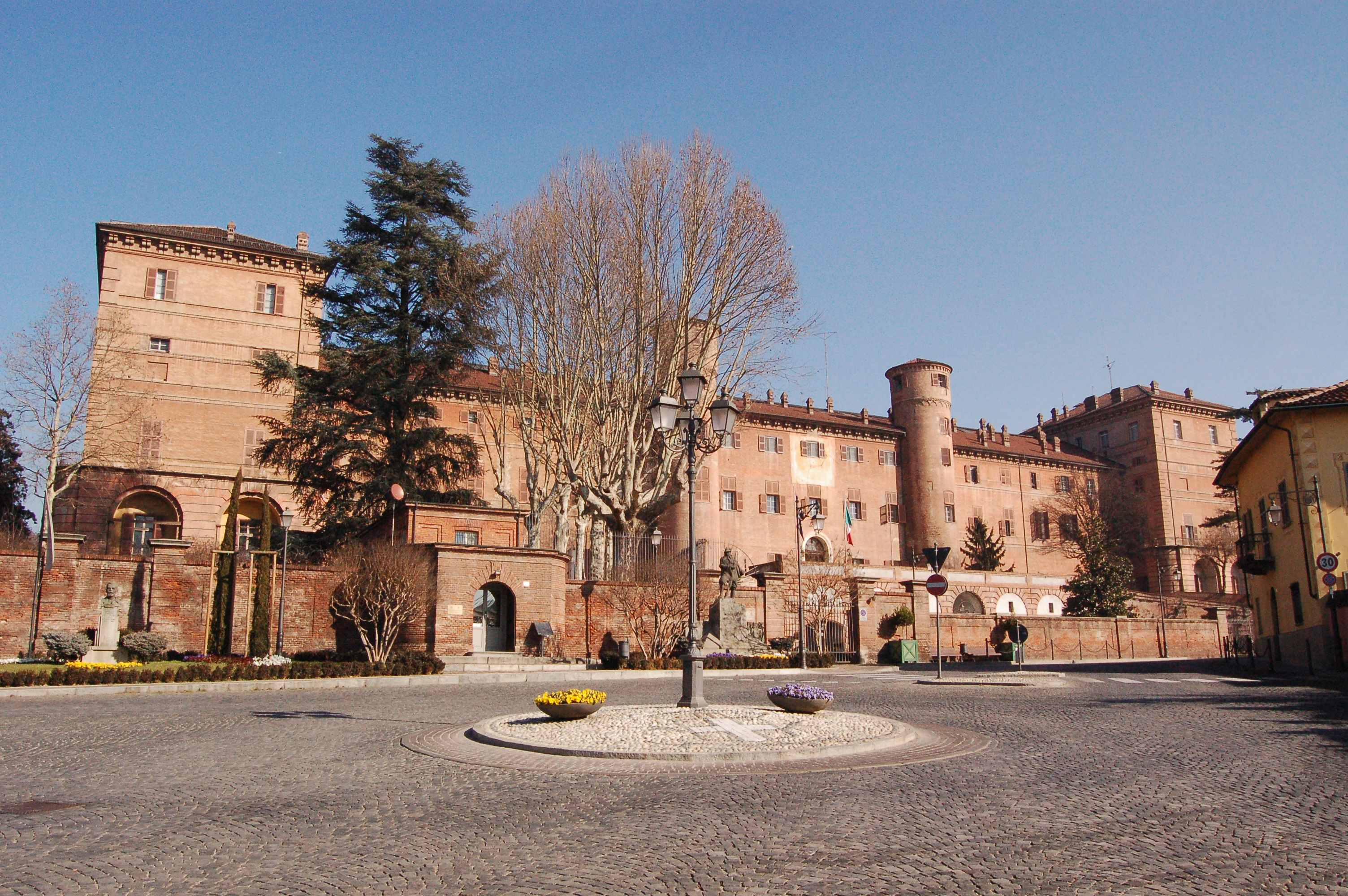
Castello di Moncalieri
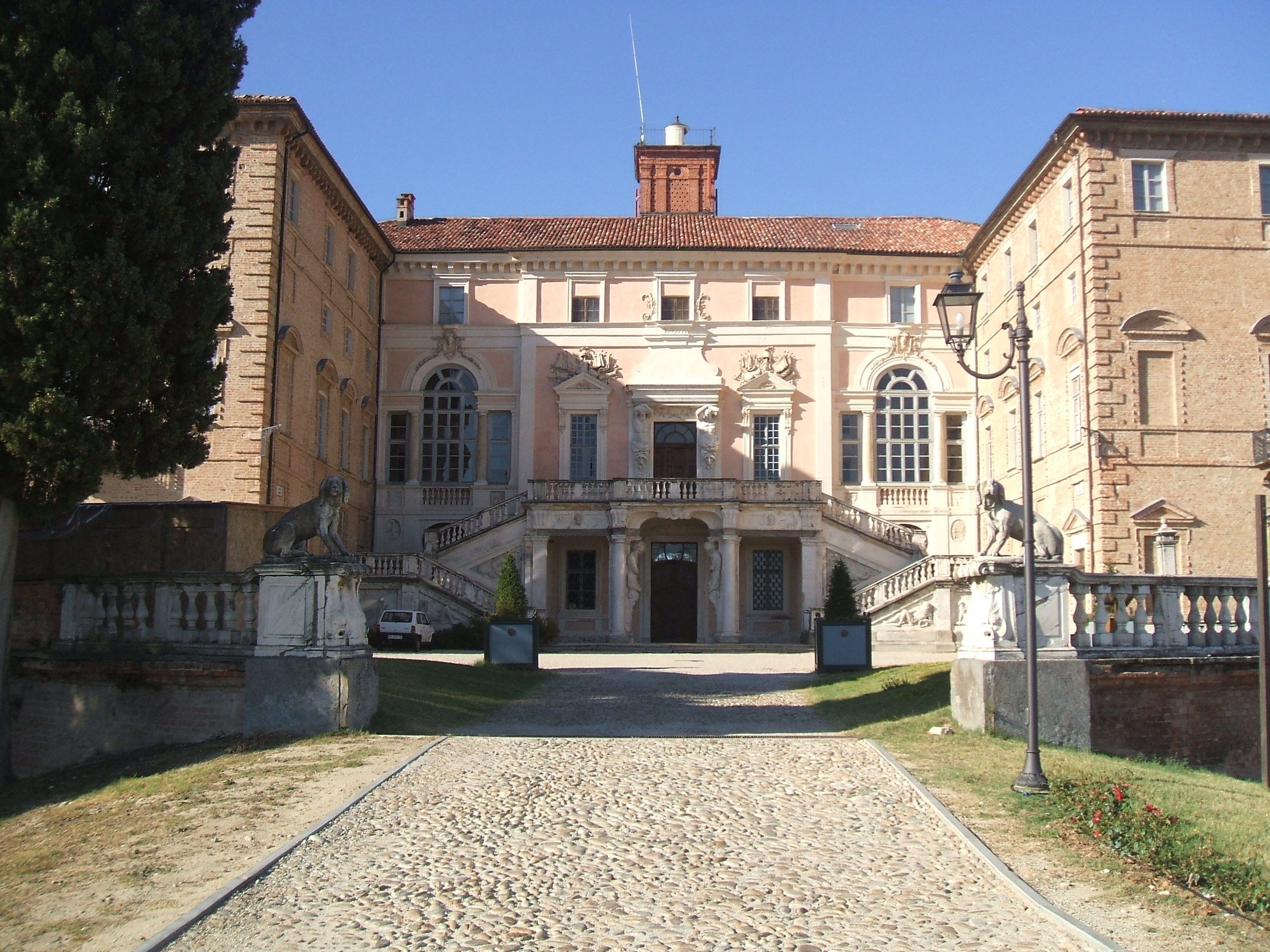
Castello di Govone
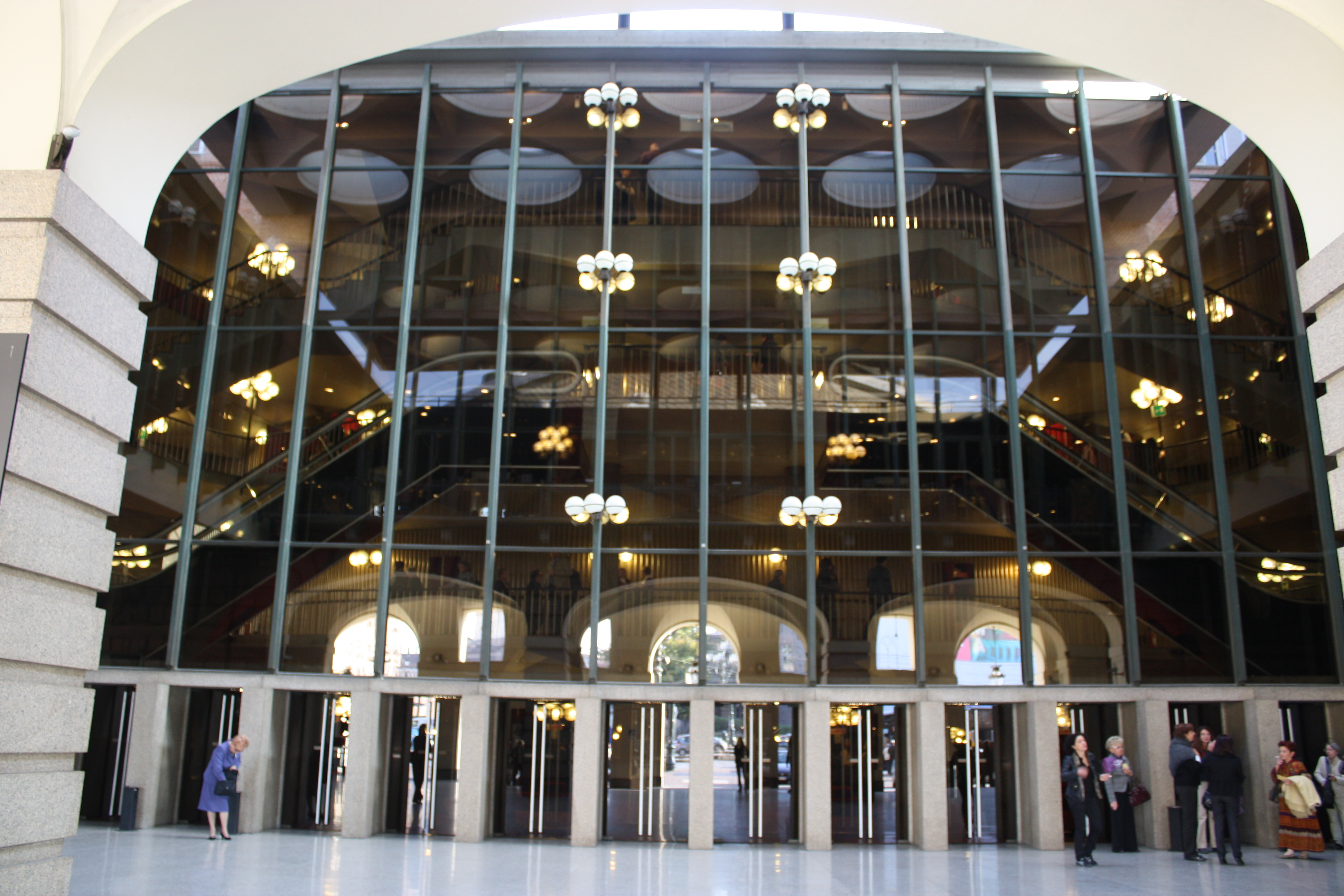
Teatro Regio di Torino

## Outras imagens

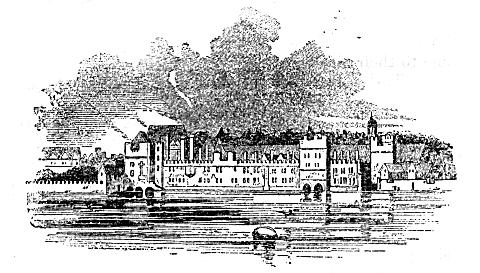
Palácio Savóia na Londres medieval
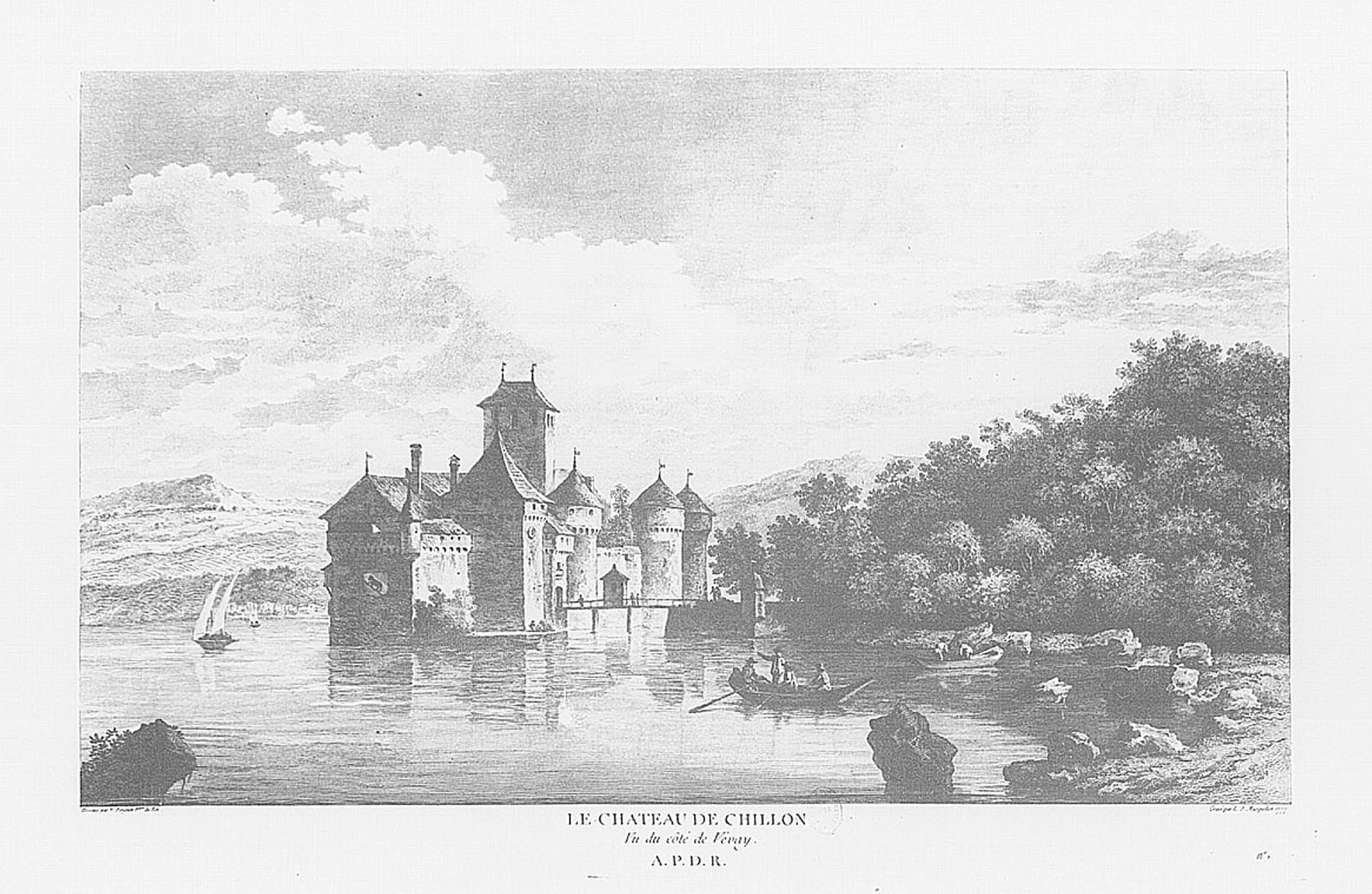
Castello de Chillon no lago de Genebra, em Canton Vaud, Berna.
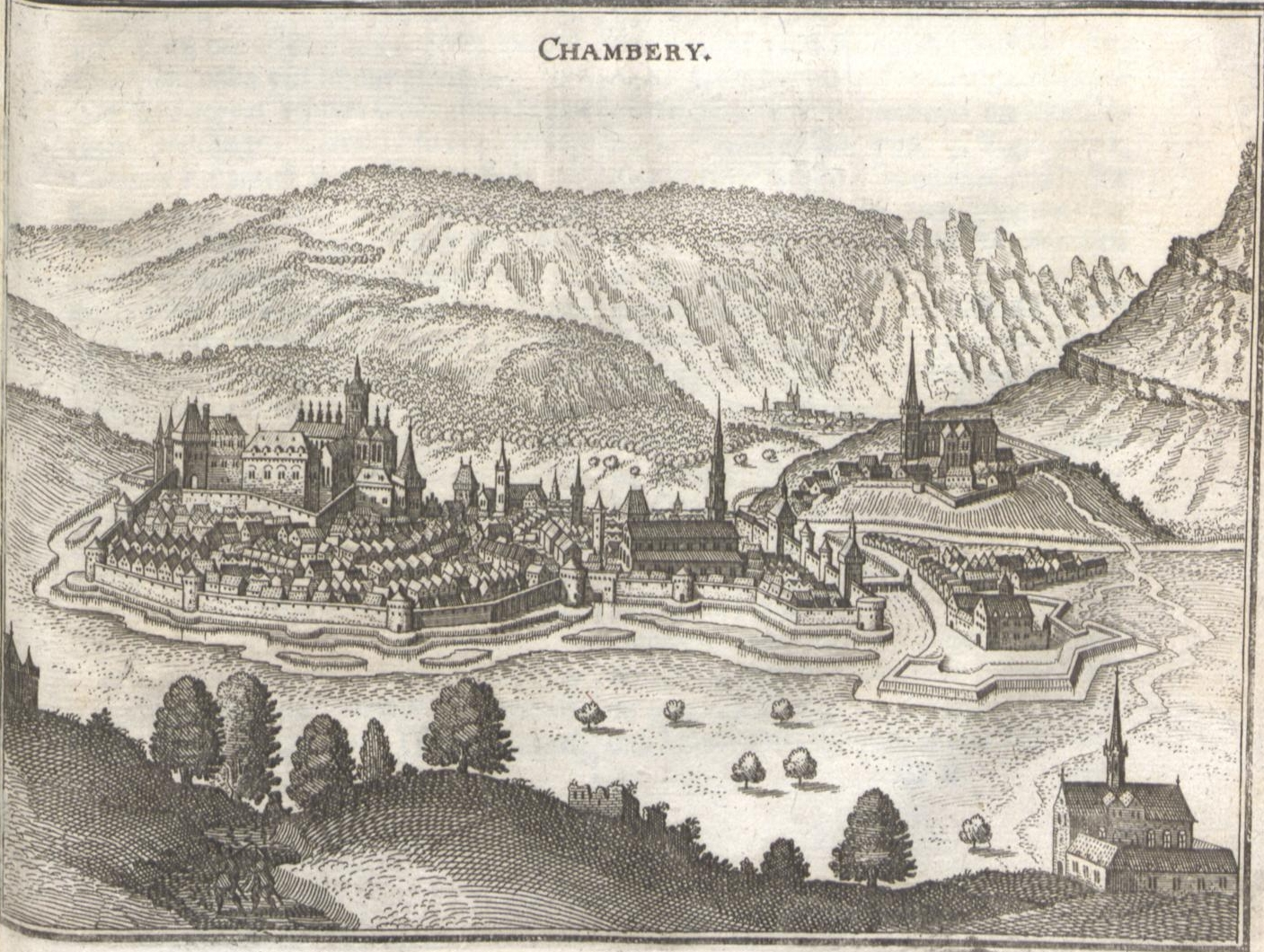
Castello de Chambéry em 1645
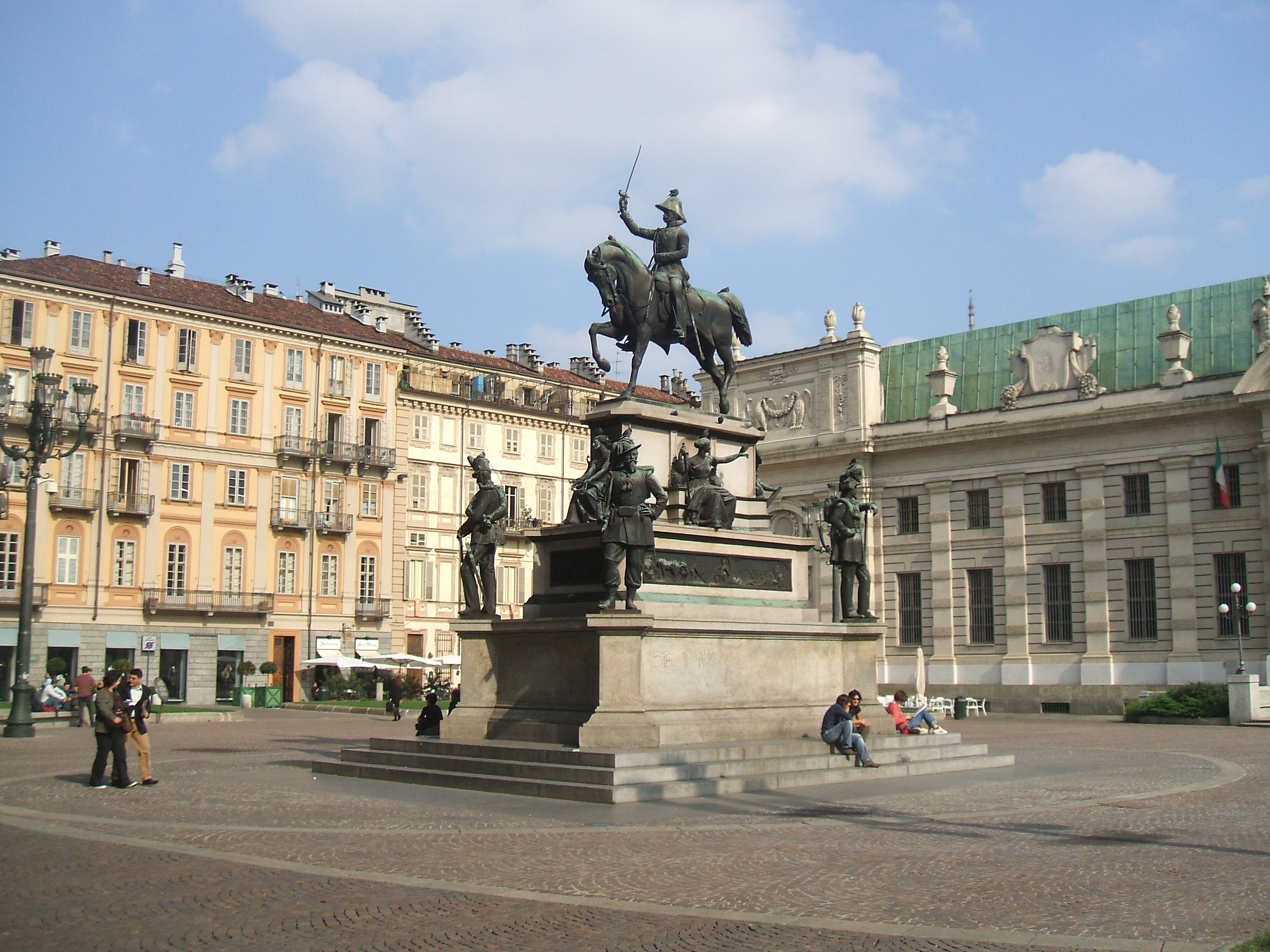
A Piazza Carlo Alberto, em Turim.
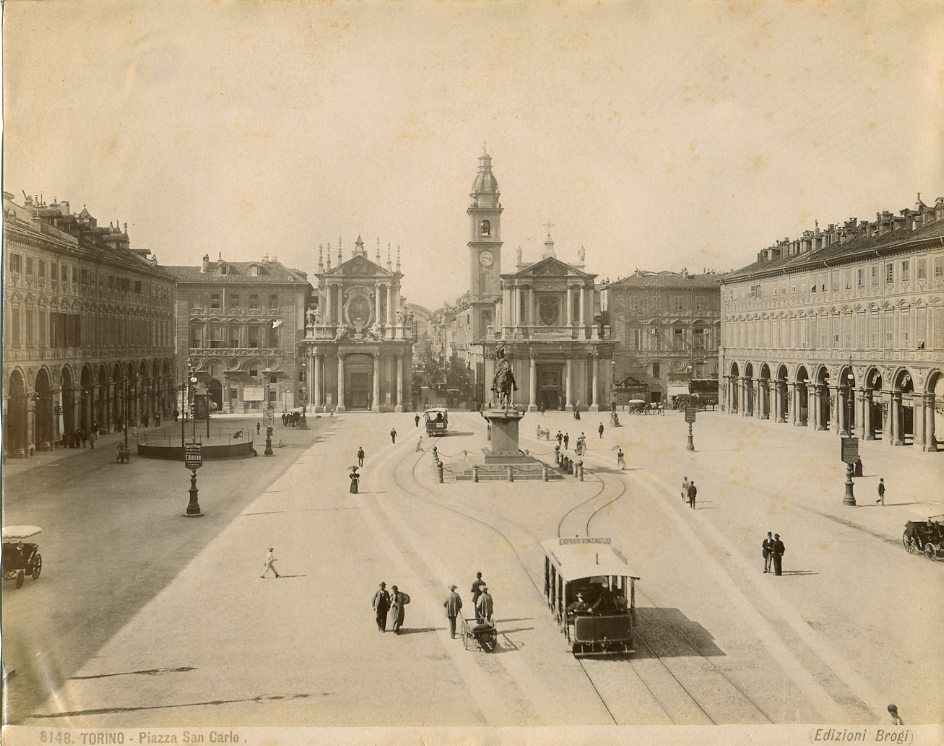
Piazza San Carlo, de Turim, em 1875
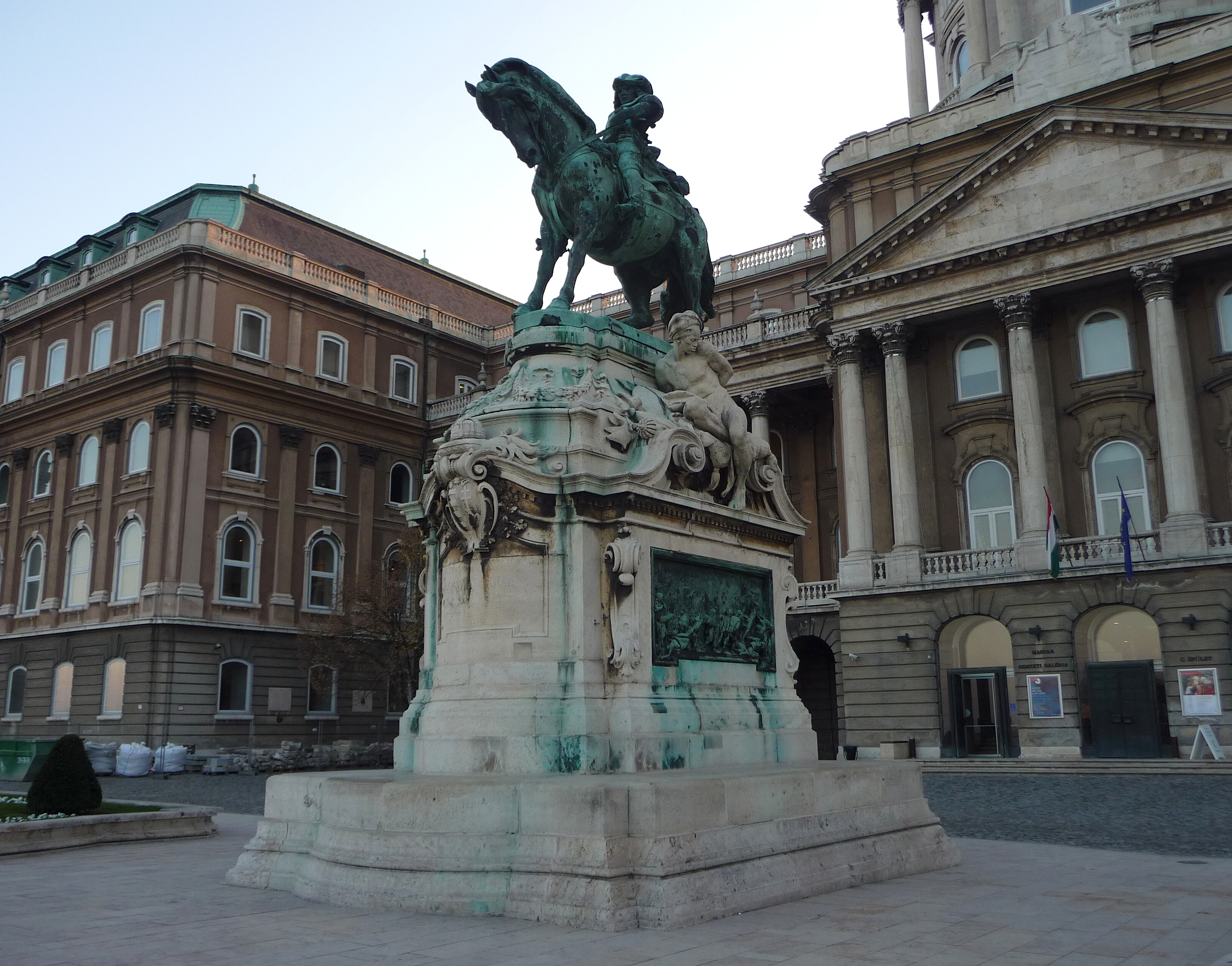
Castelo Real de Budapeste, monumento ao príncipe Eugênio
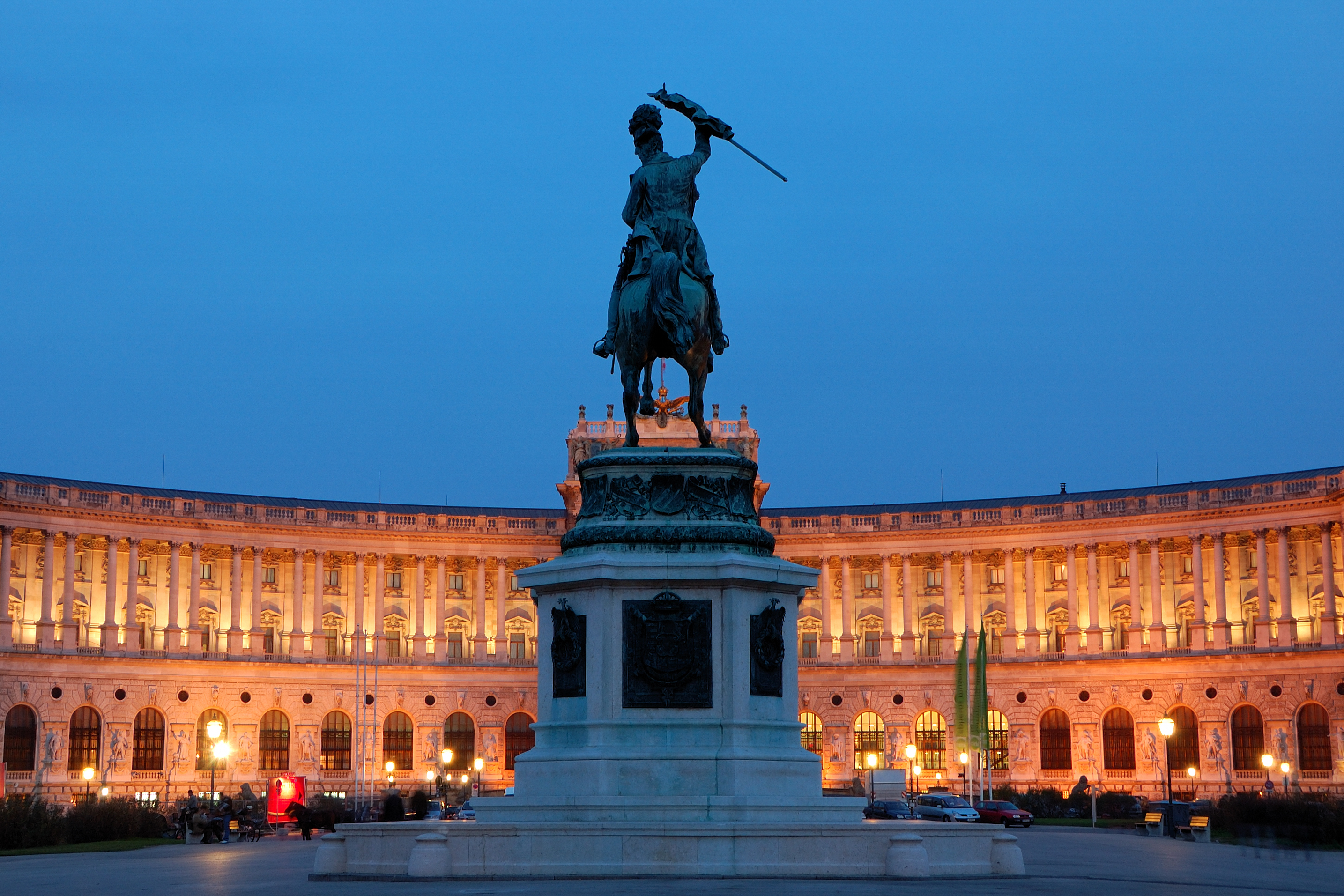
Eugénio de Saboia, príncipe de Viena
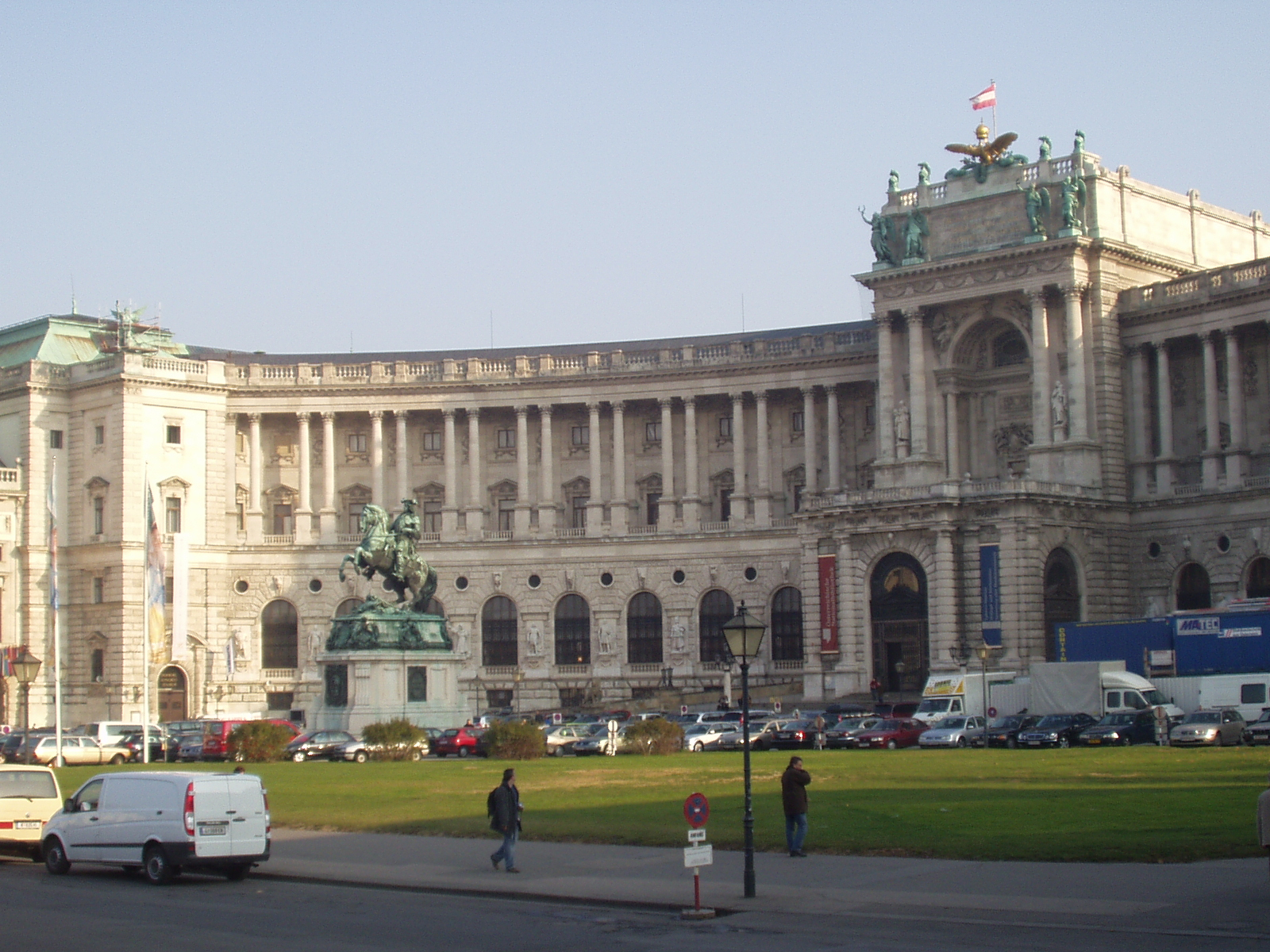
O Castelo de Hofburgo, Viena - Monumento ao príncipe Eugênio
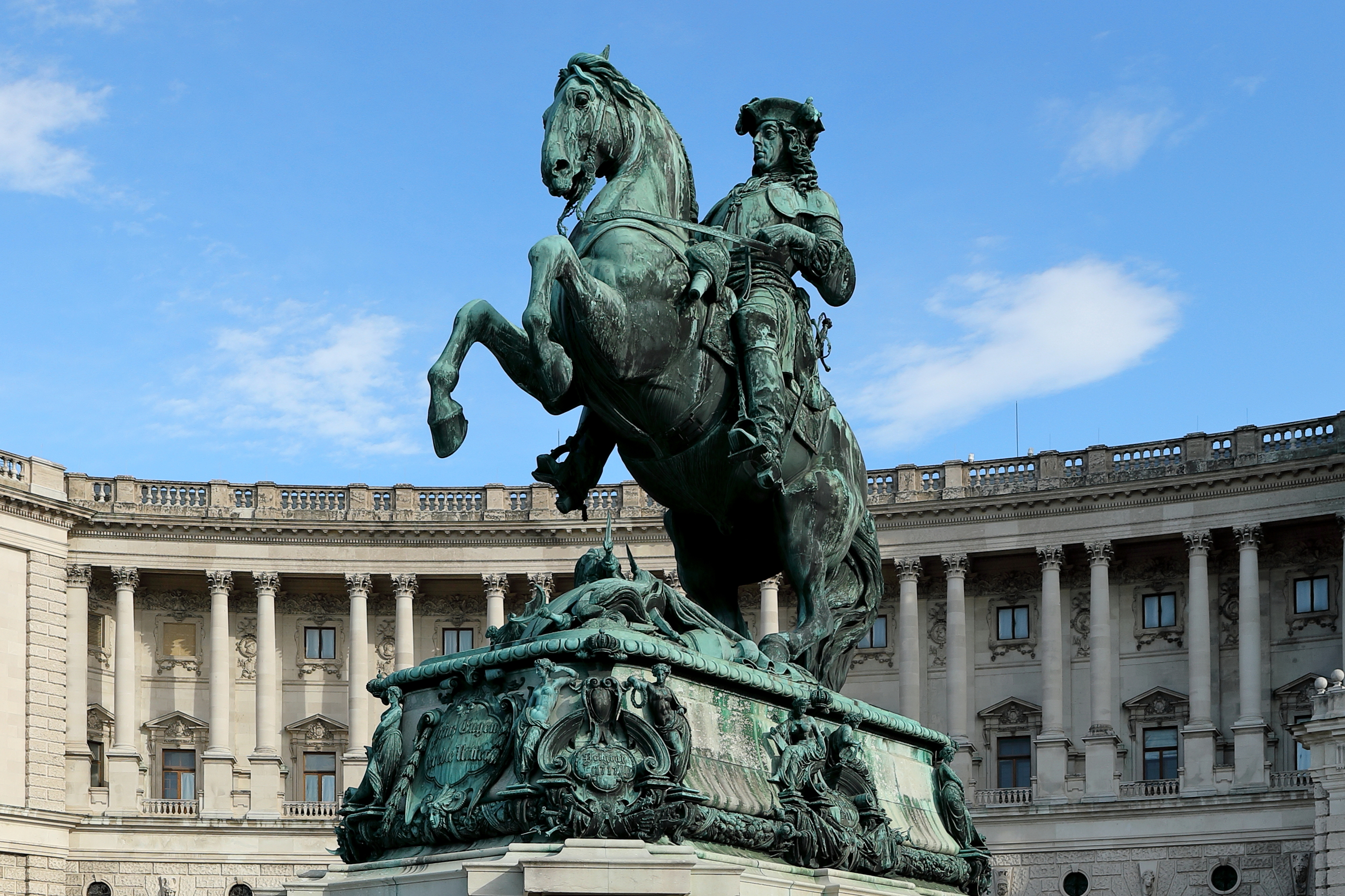
Monumento ao príncipe Eugênio na Praça dos Heróis, Viena
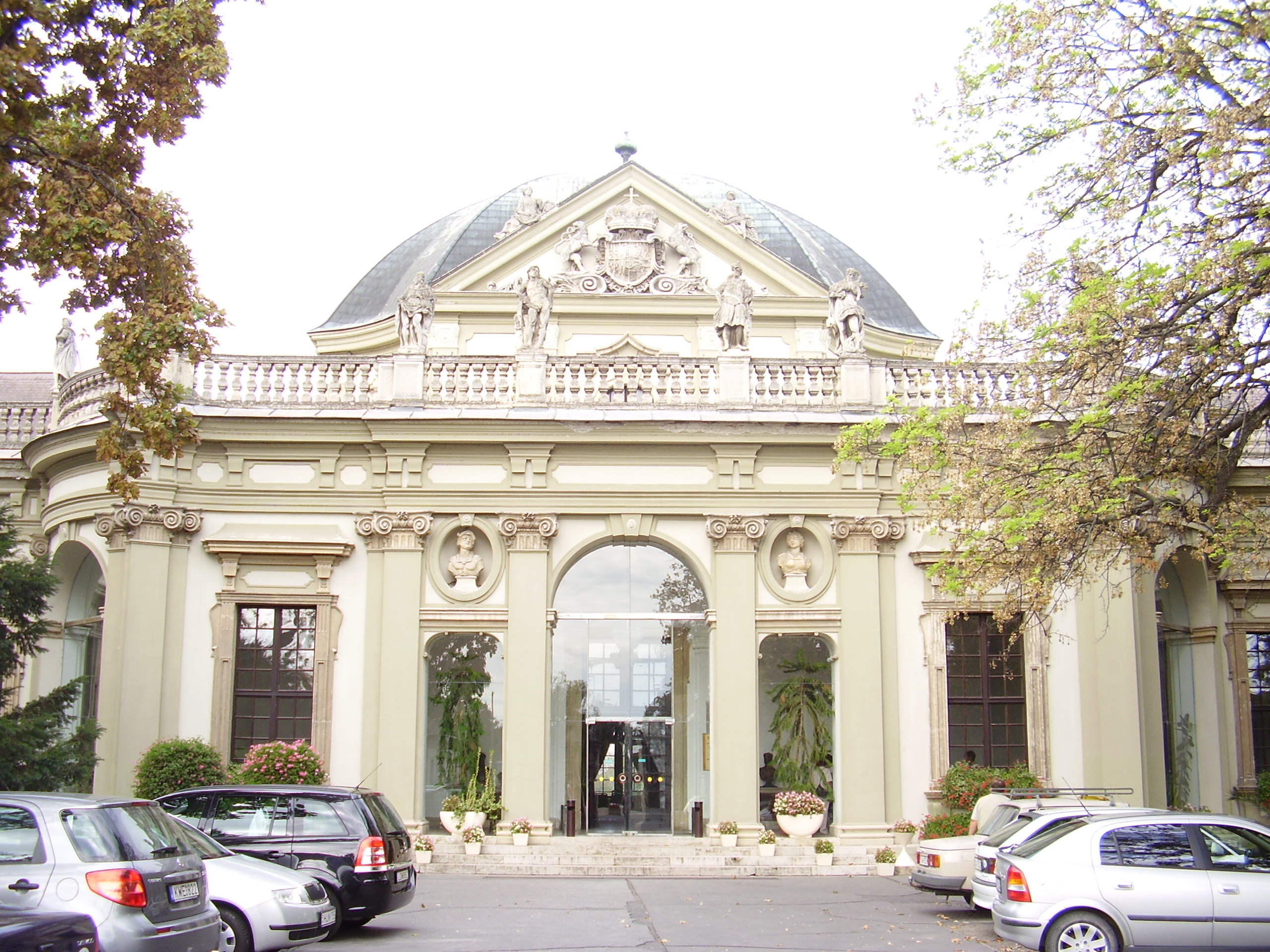
Castelo Rackeve (1), Hungria
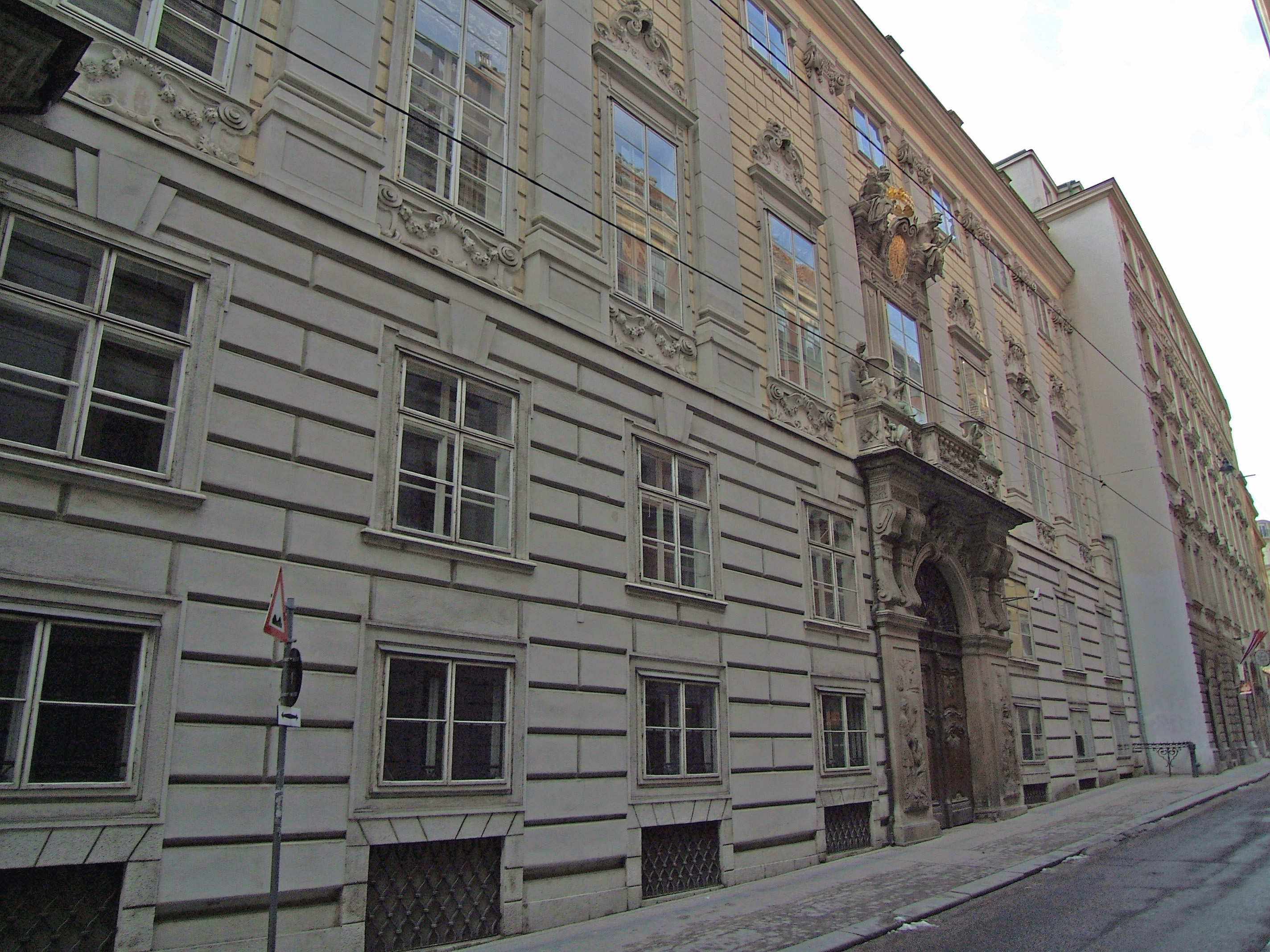
Palácio de Inverno Príncipe Eugênio (1)
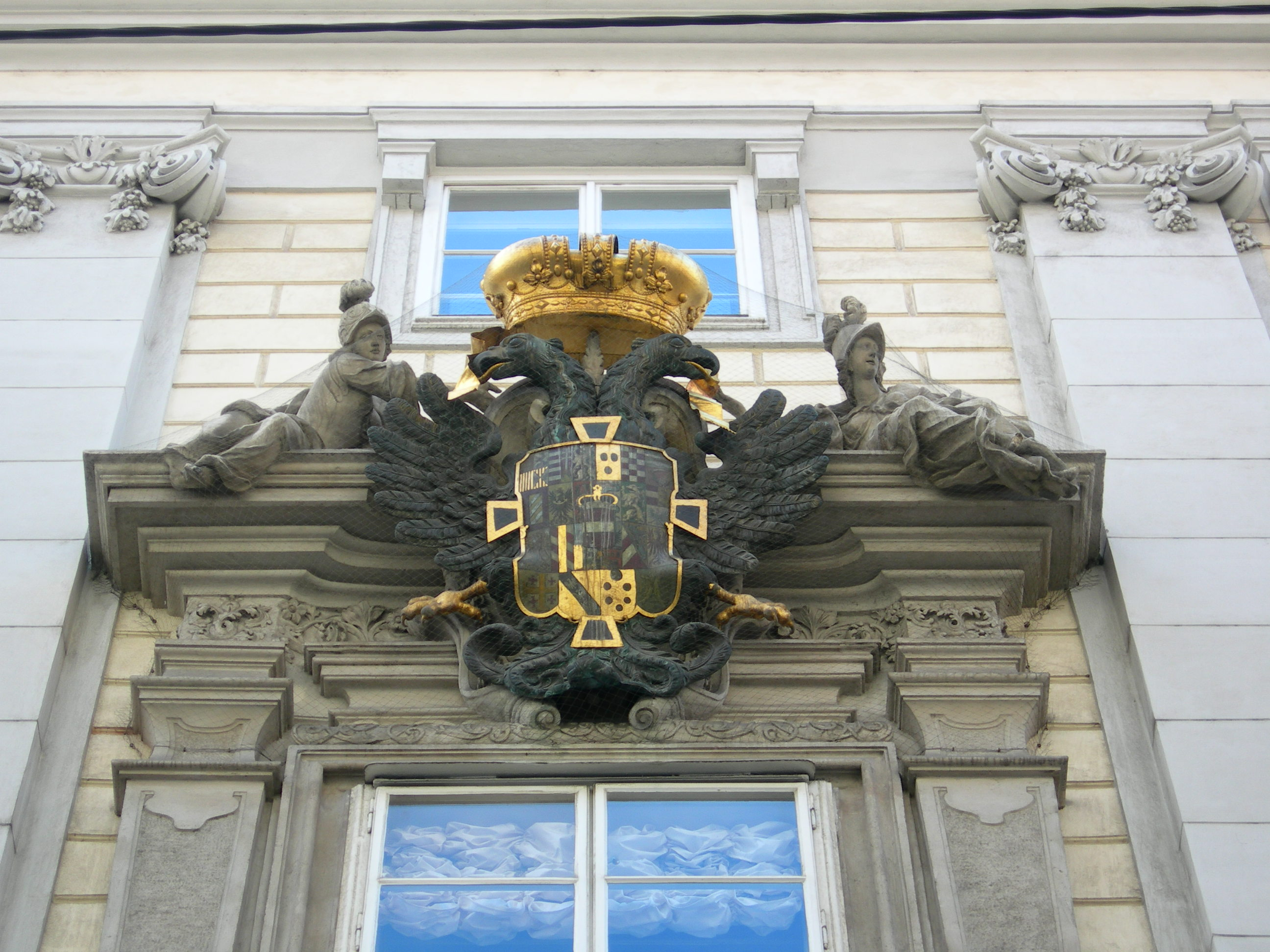
Palácio de Inverno Príncipe Eugênio (2)
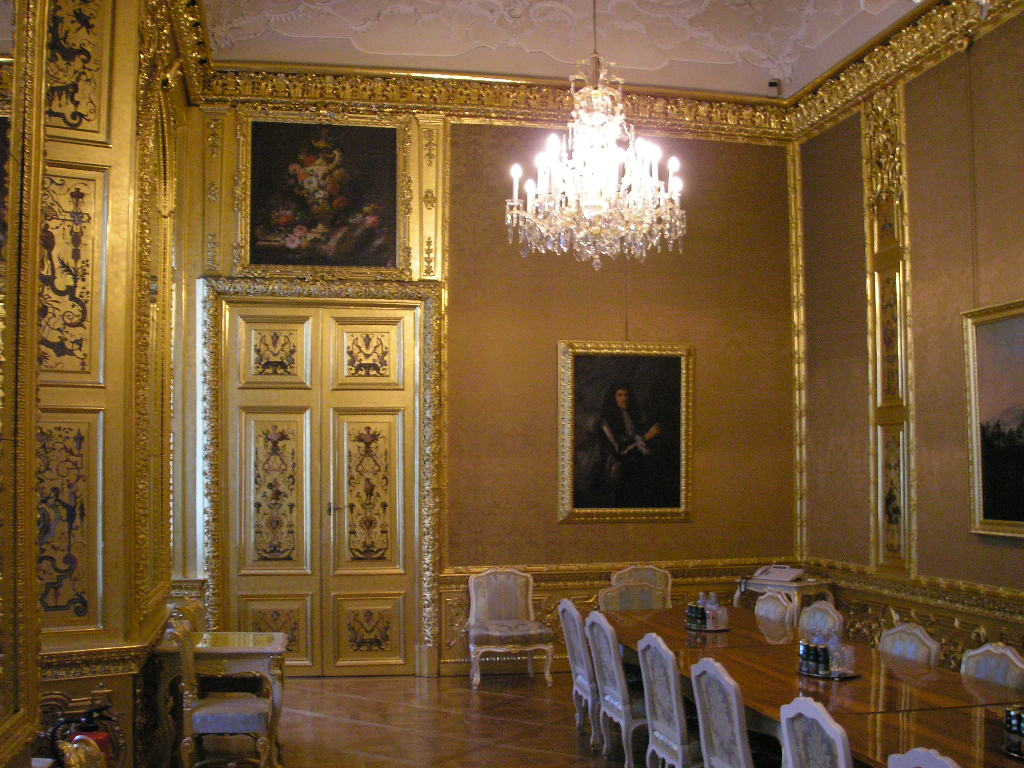
Palácio de Inverno Príncipe Eugênio (3)
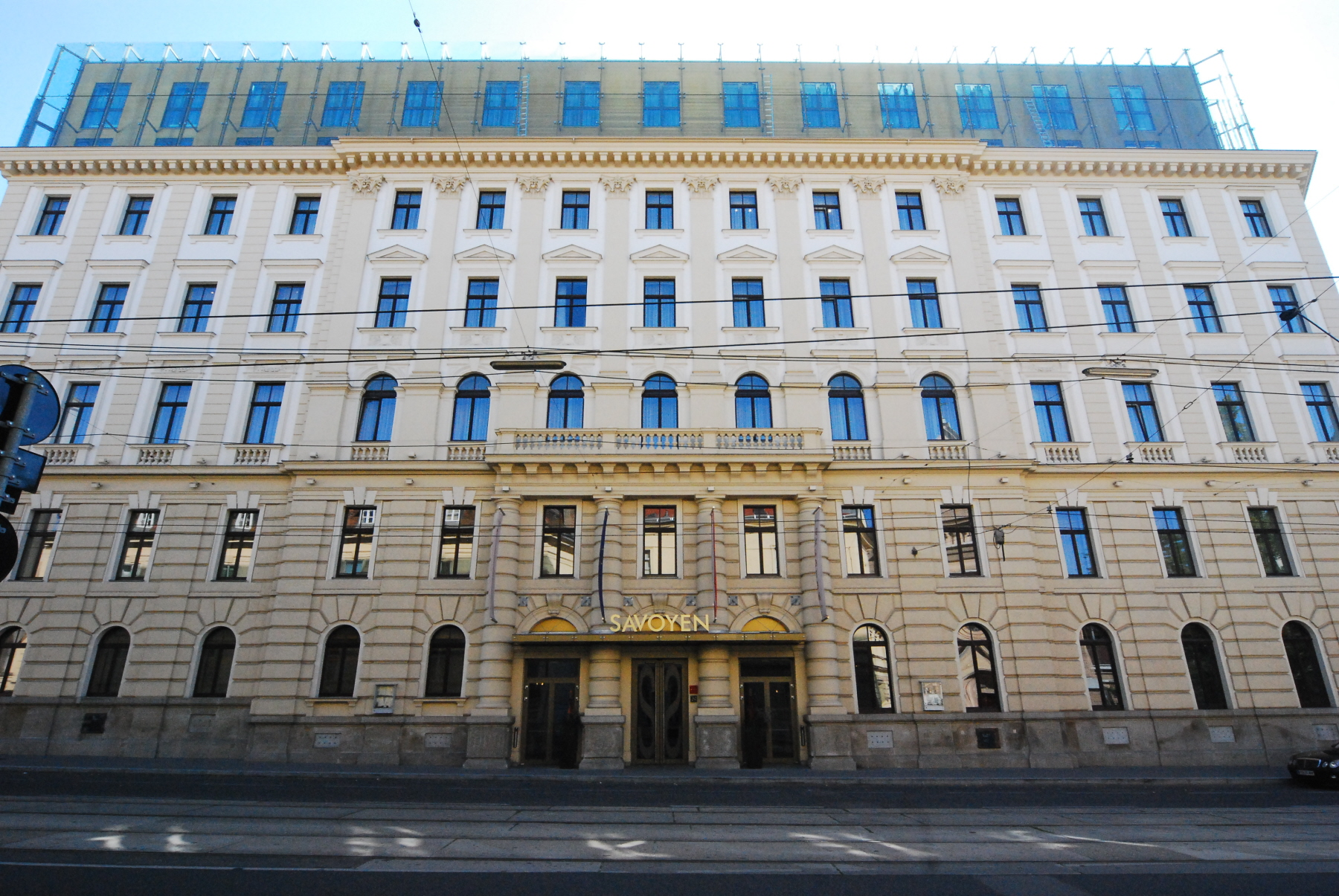
Áustria Trend Hotel Savoyen Viena

### O Castelo de Belvedere
O Palácio de Belvedere foi propriedade de Eugénio de Saboia (16 de outubro de 1663 - 24 de abril de 1736), um dos generais mais brilhantes da história do Império Habsburgo. Hoje o Palácio abriga a Galerie Österreichische, Galeria Belvedere da Áustria um dos museus de arte mais importantes do mundo.

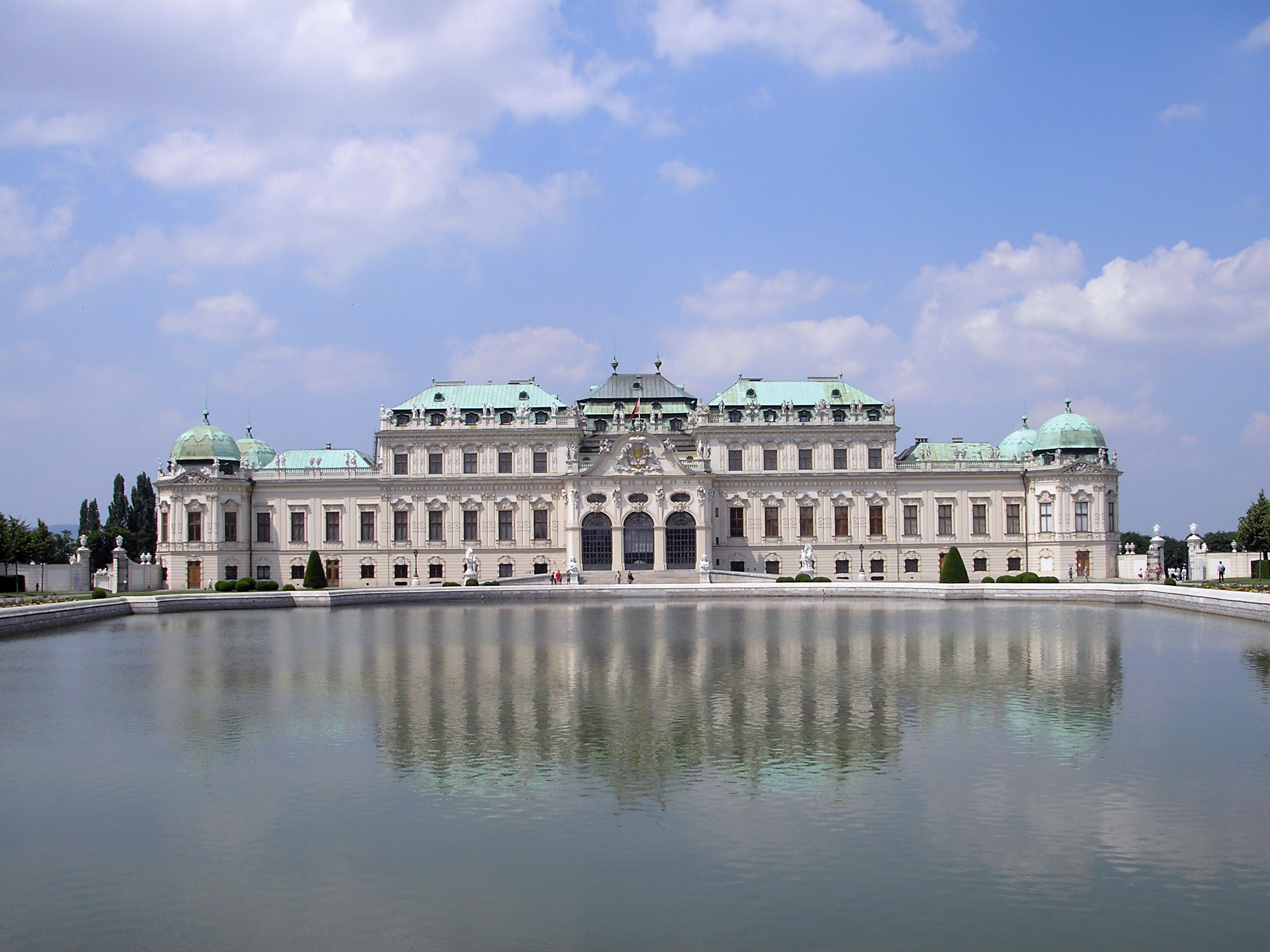
Palácio Belvedere (1), Viena
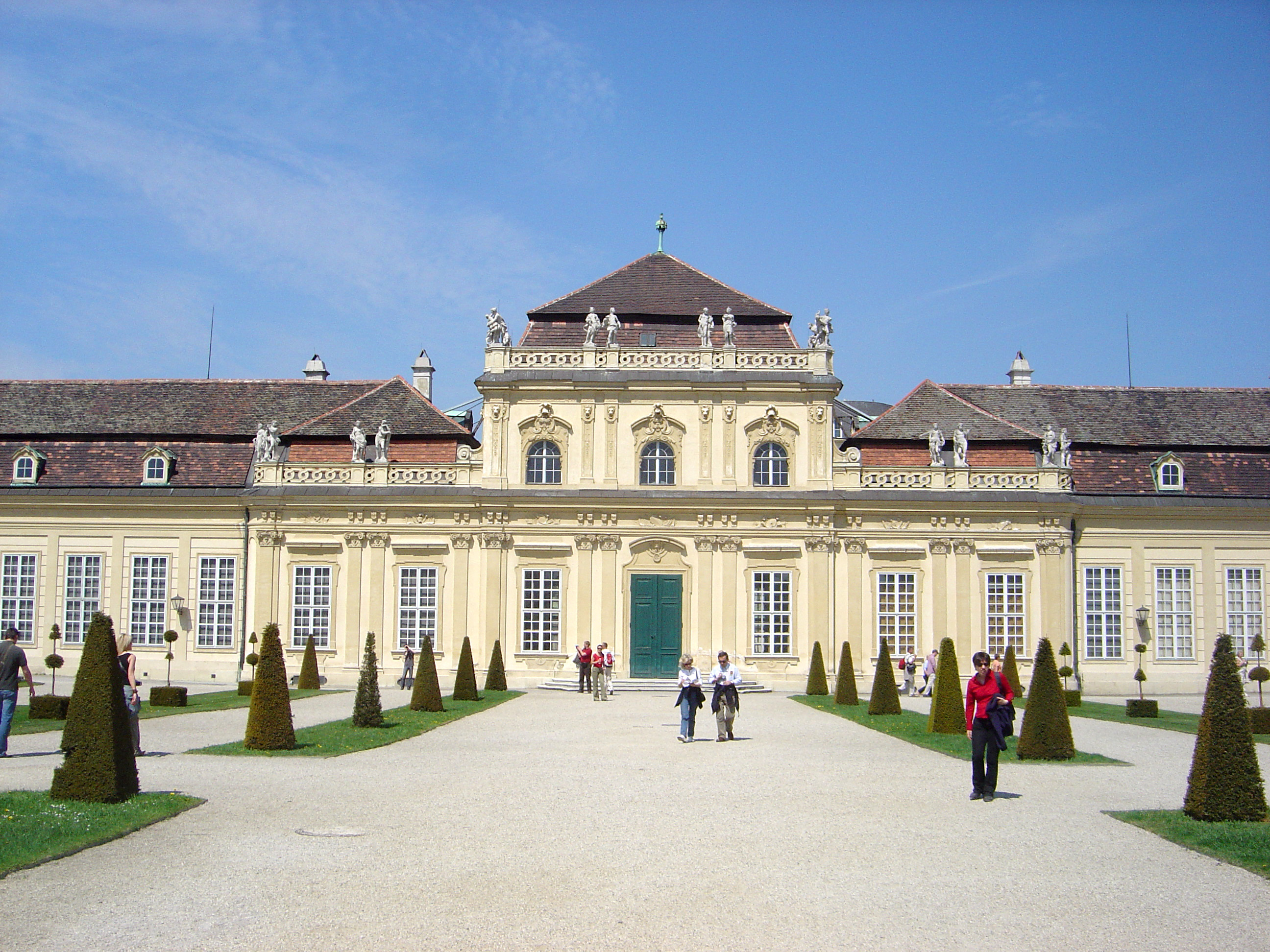
Palácio Belvedere (2), Viena. Aspecto Sul do Belvedere Inferior
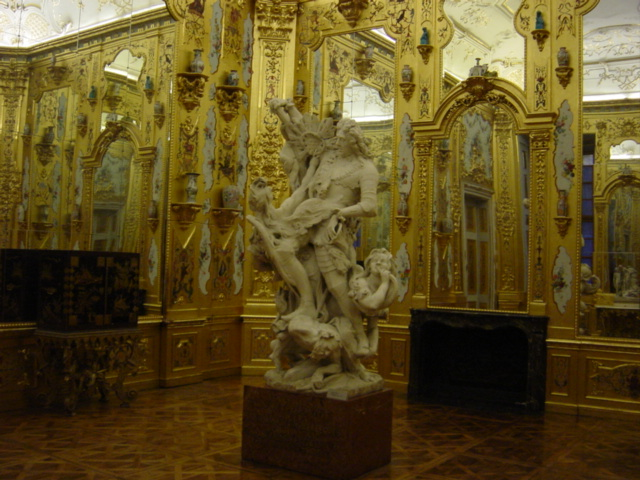
Palácio Belvedere (3); monumento a Eugénio de Saboia
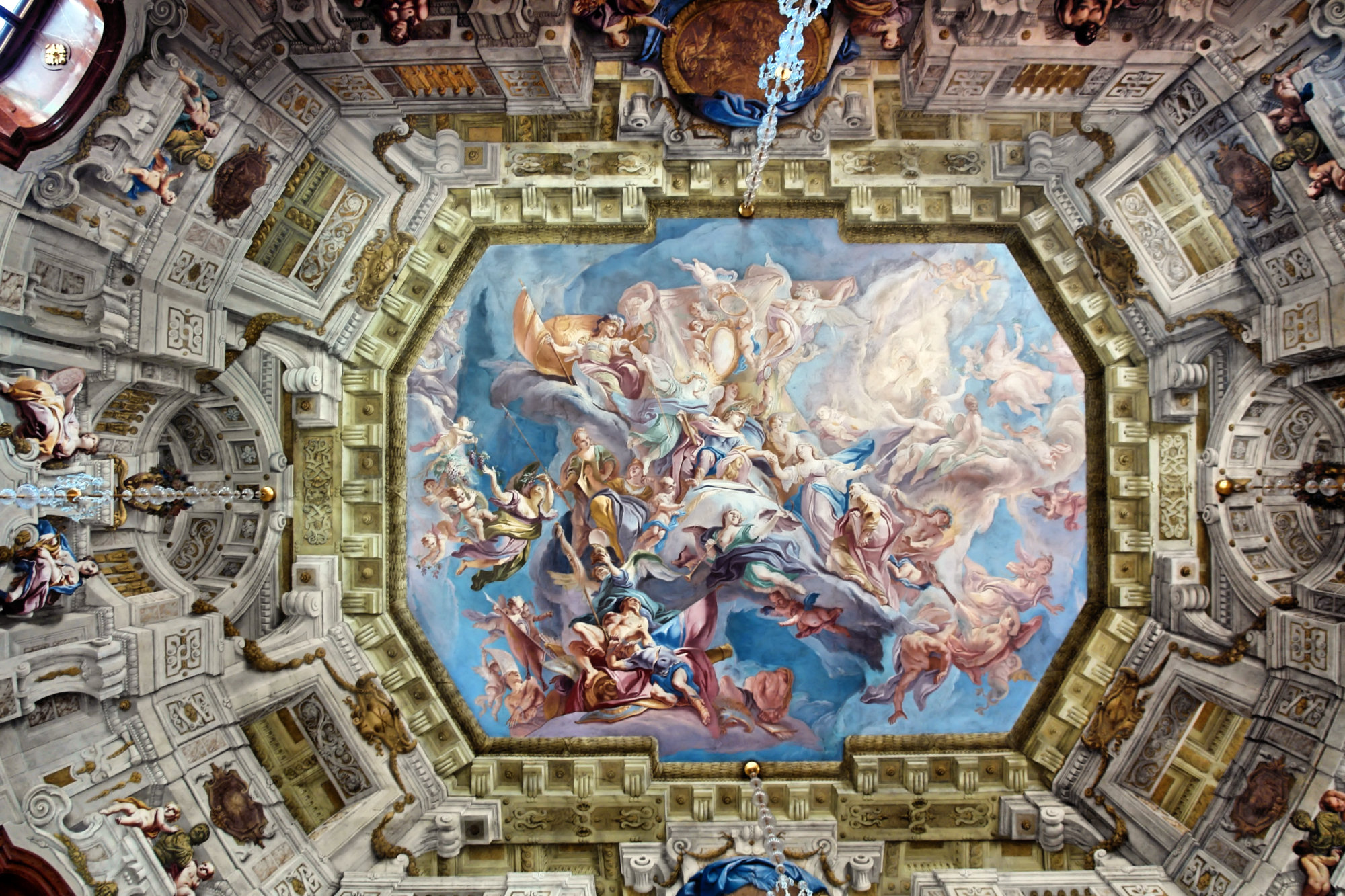
Palácio Belvedere (4), o Príncipe Eugênio como Apolo
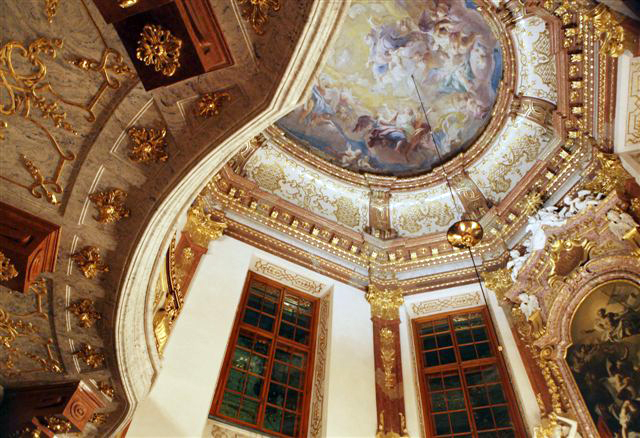
Palácio Belvedere (5), Capela
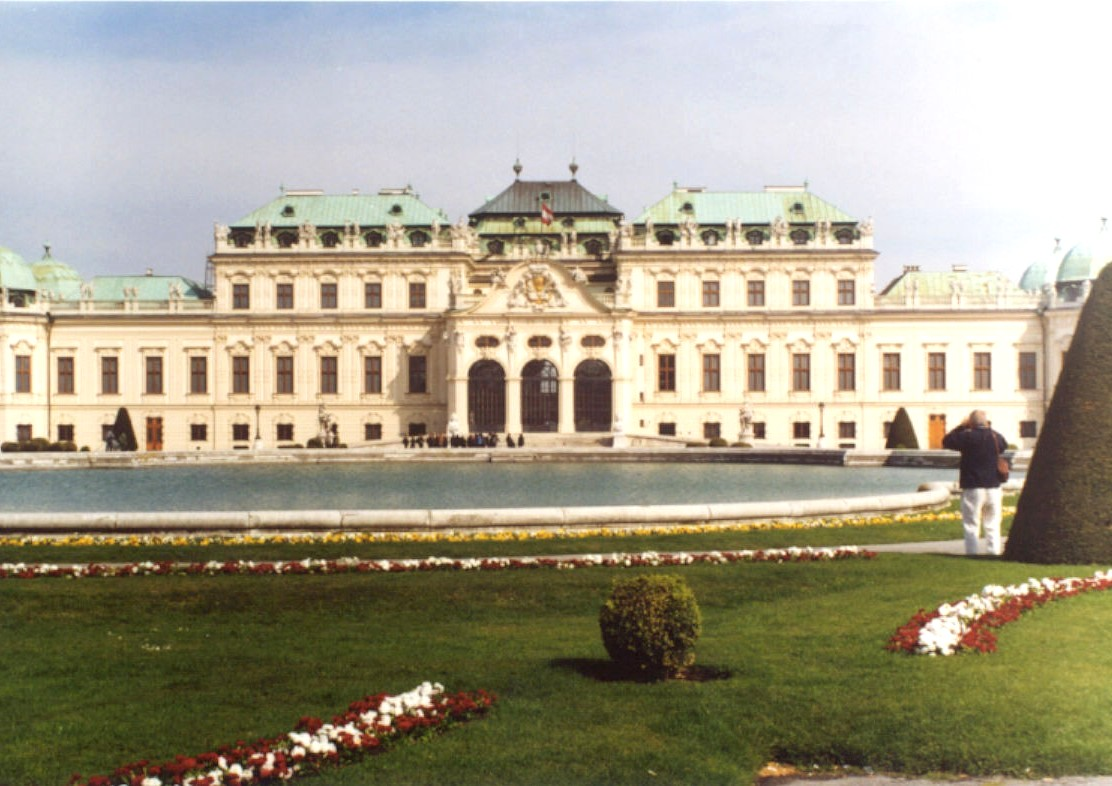
Castelo de Belvedere
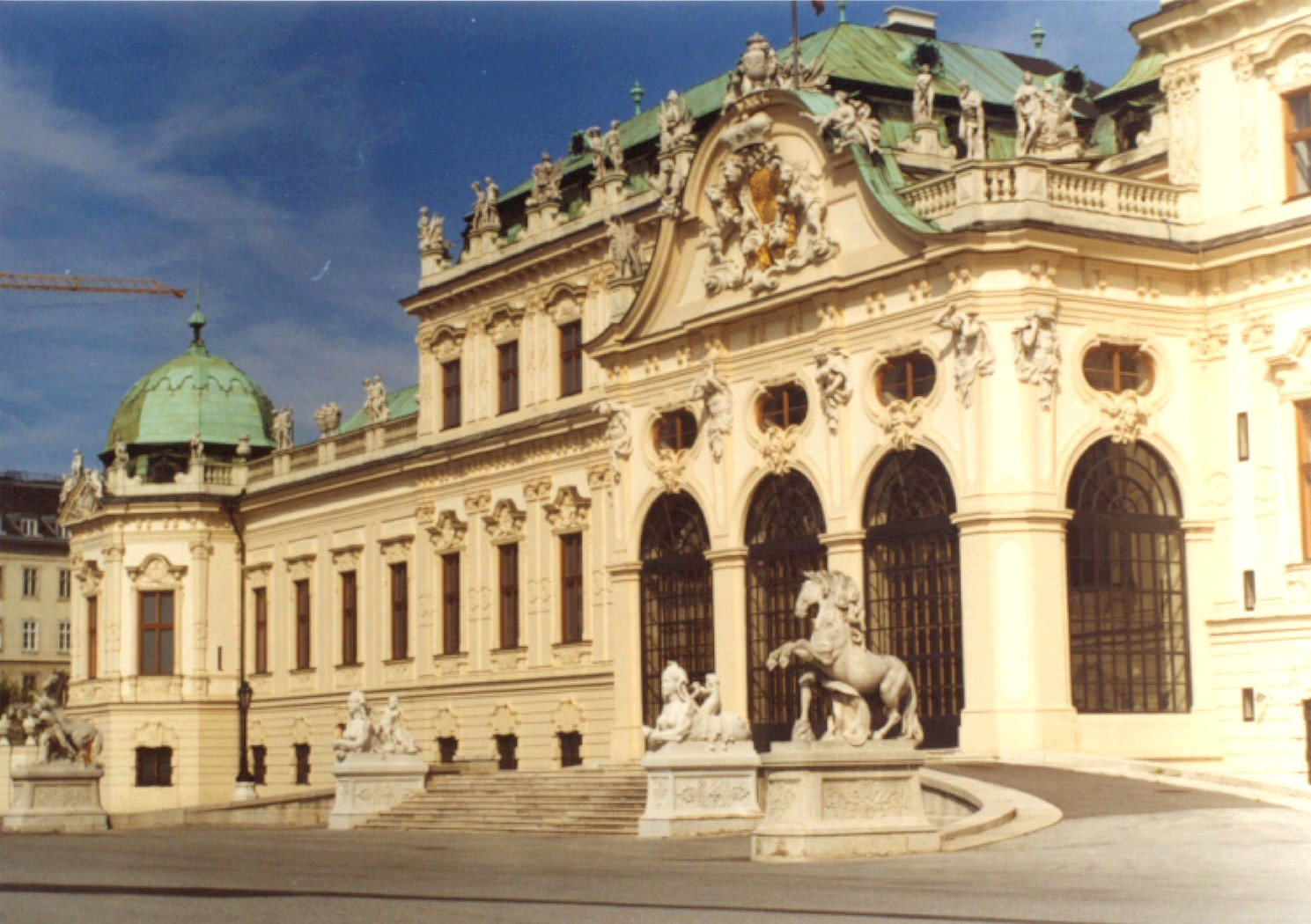
Castelo de Belvedere
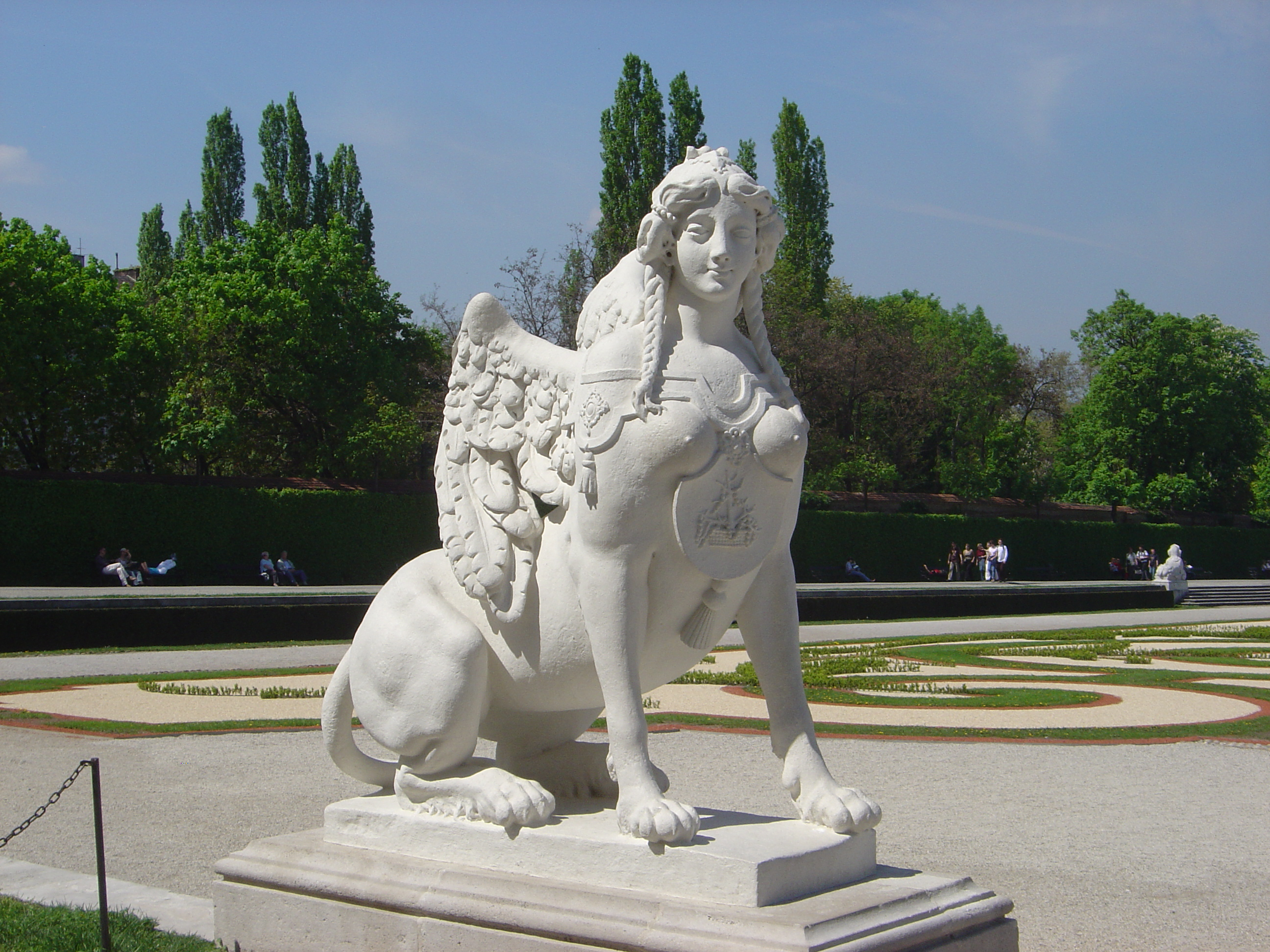
Estátua de esfinge no parque do Belvedere
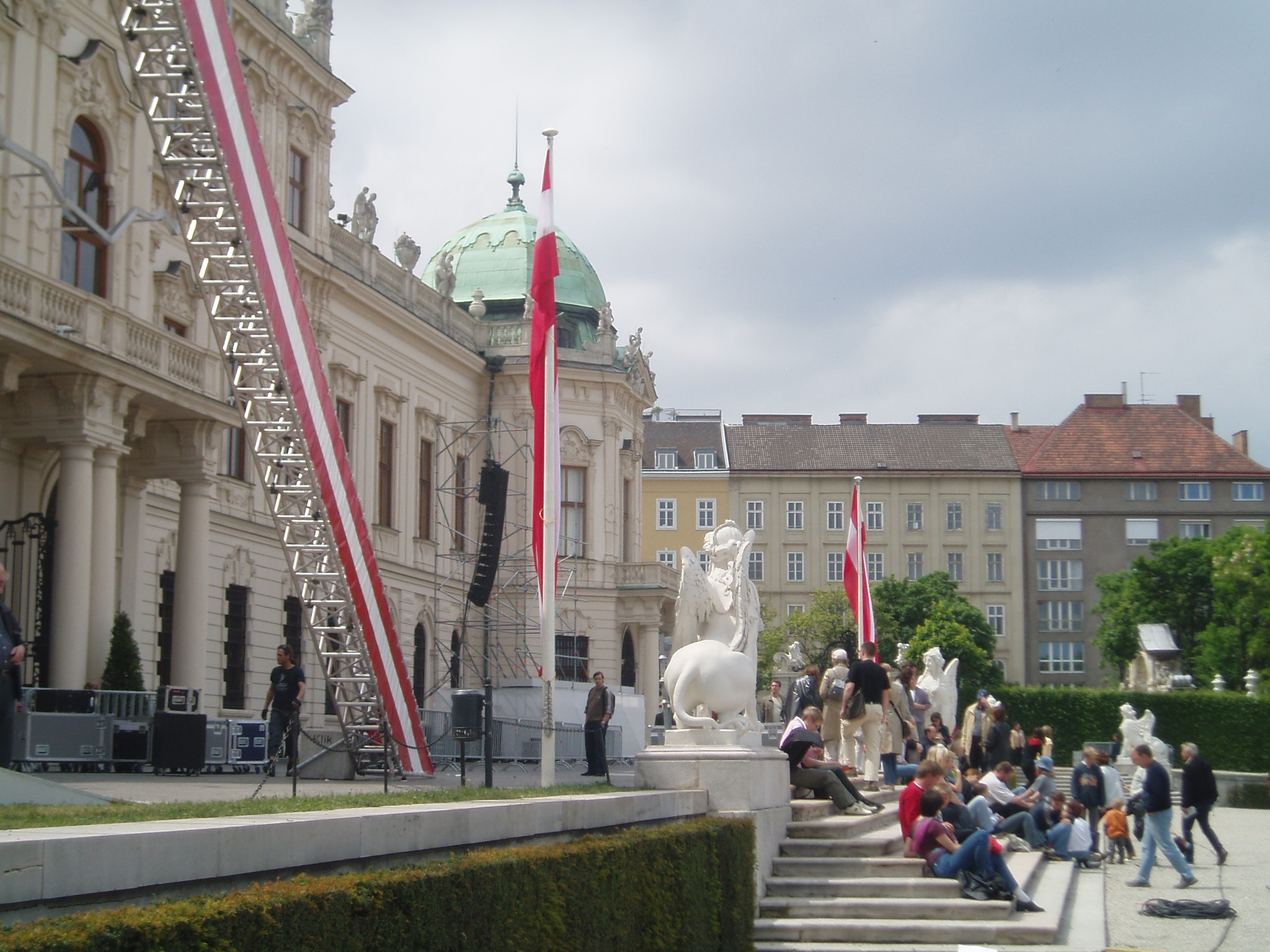
Alto Belvedere, vista do nordeste
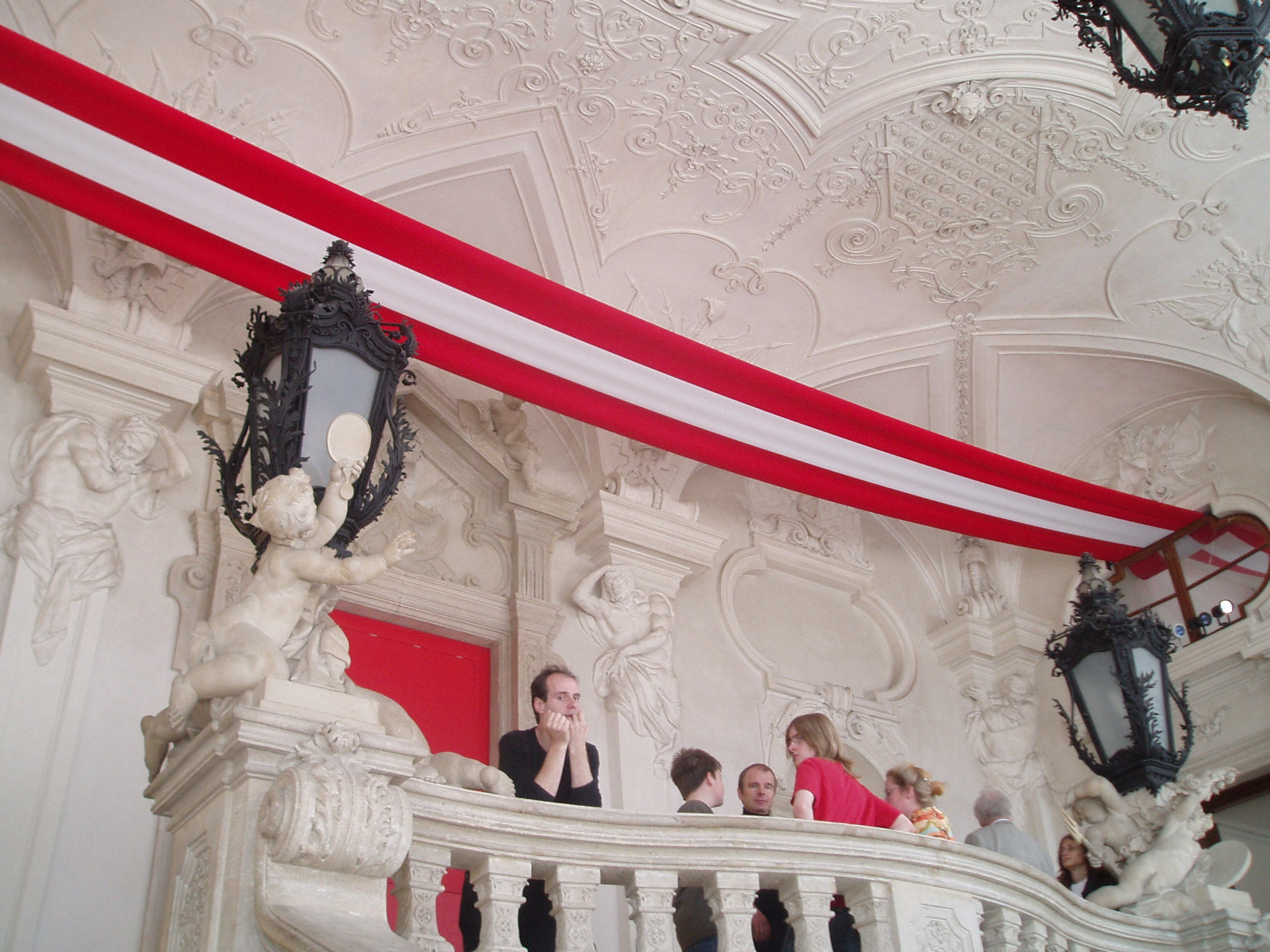
Vista interior do Belvedere Superior
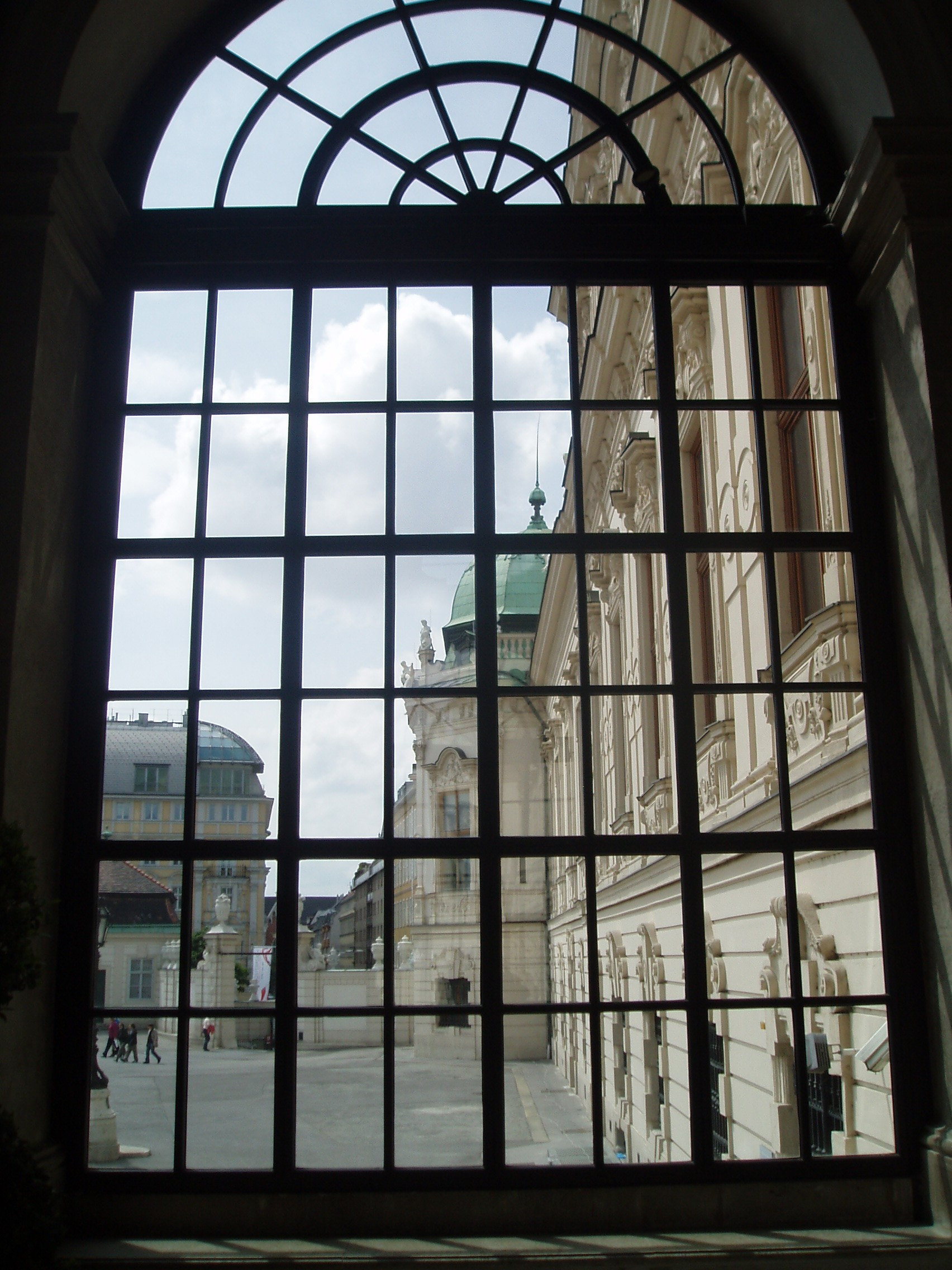
Vista do interior
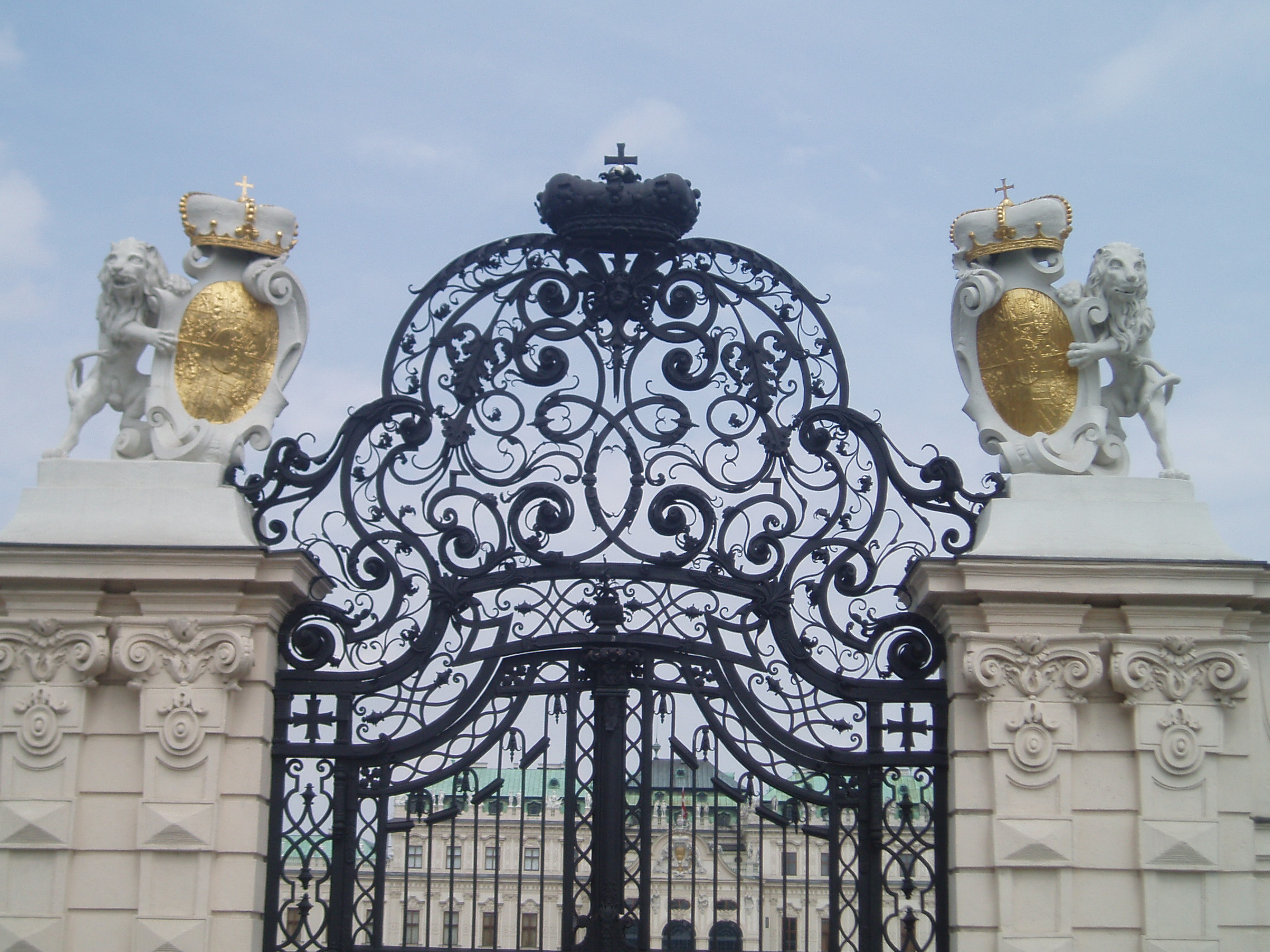
Portão de entrada
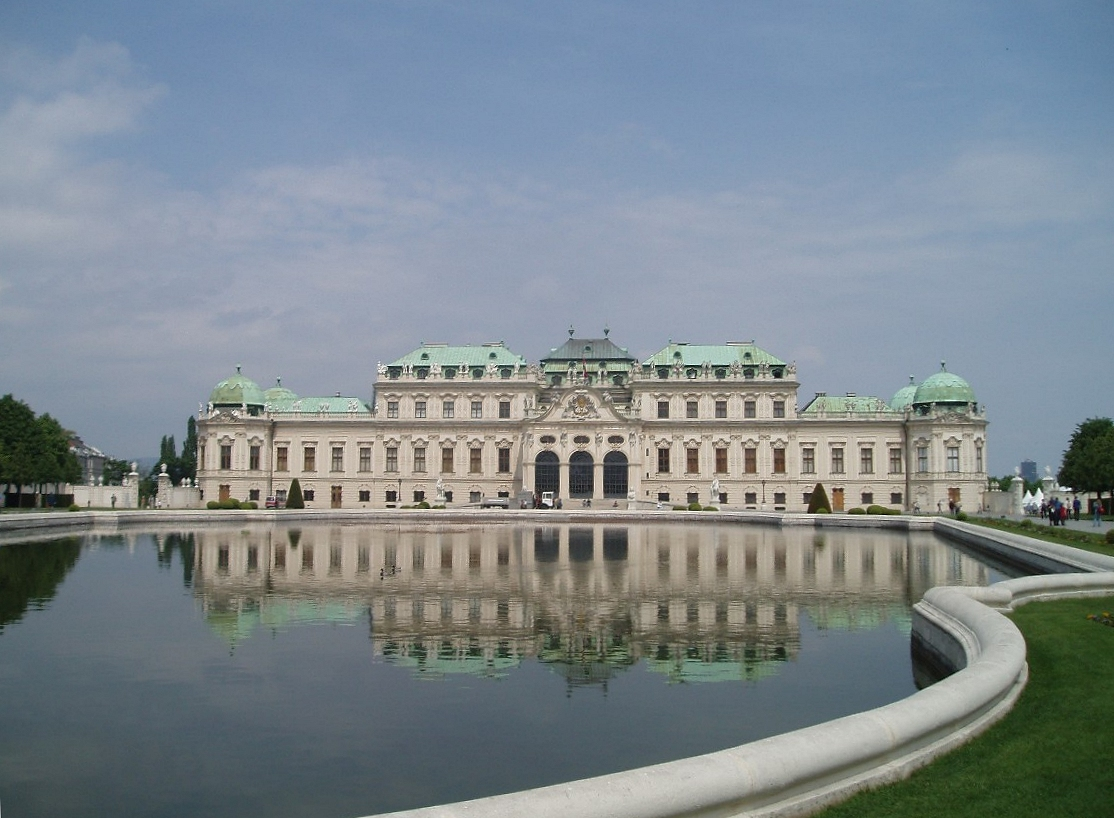
Aspecto Sul do Belvedere Superior
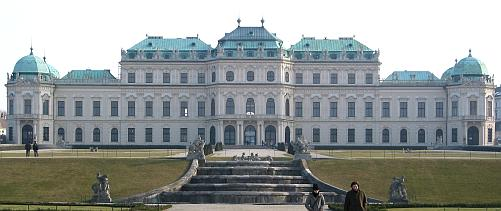
Outro aspecto do sul do Belvedere Superior
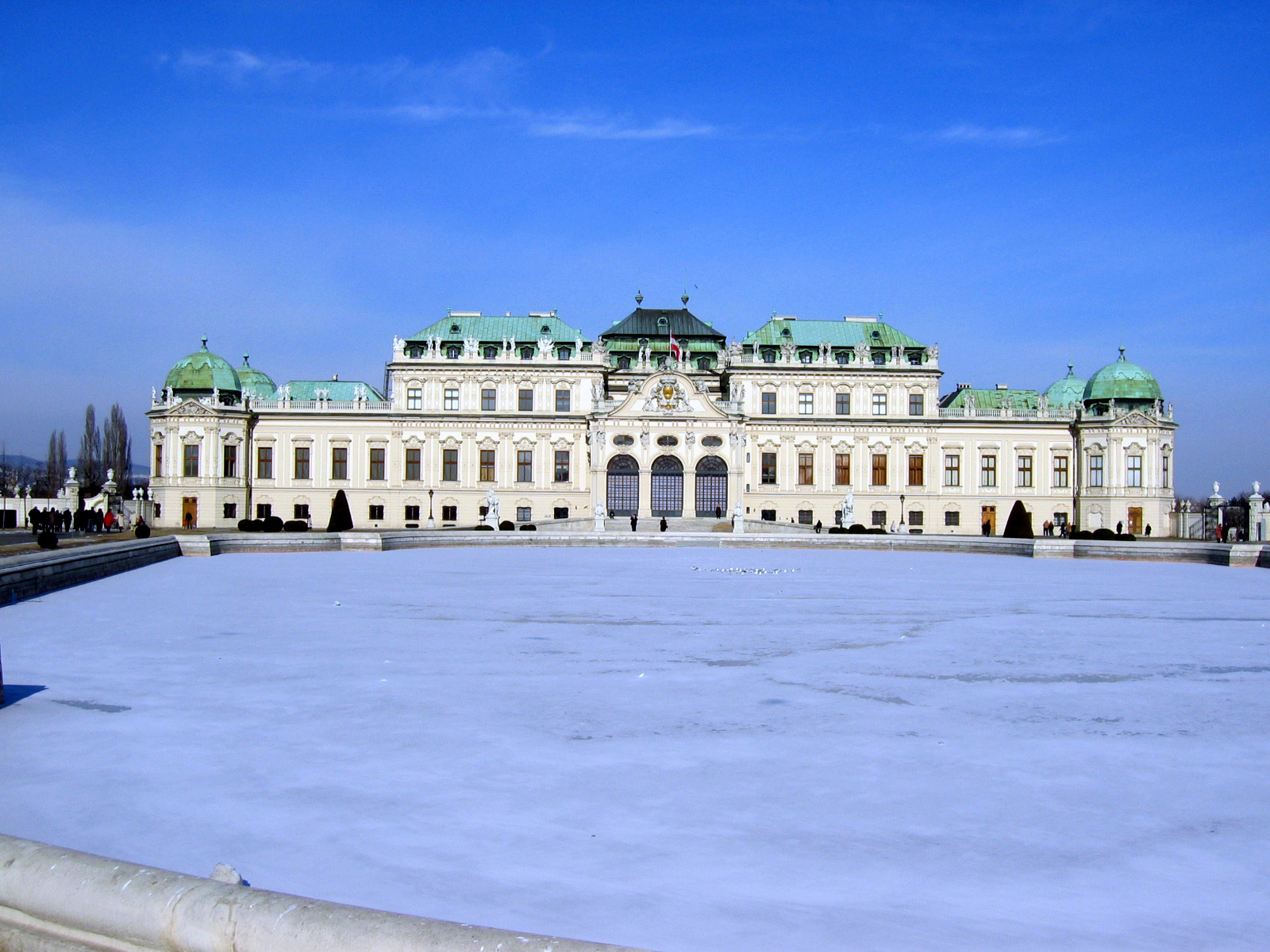
Inverno no Belvedere Superior
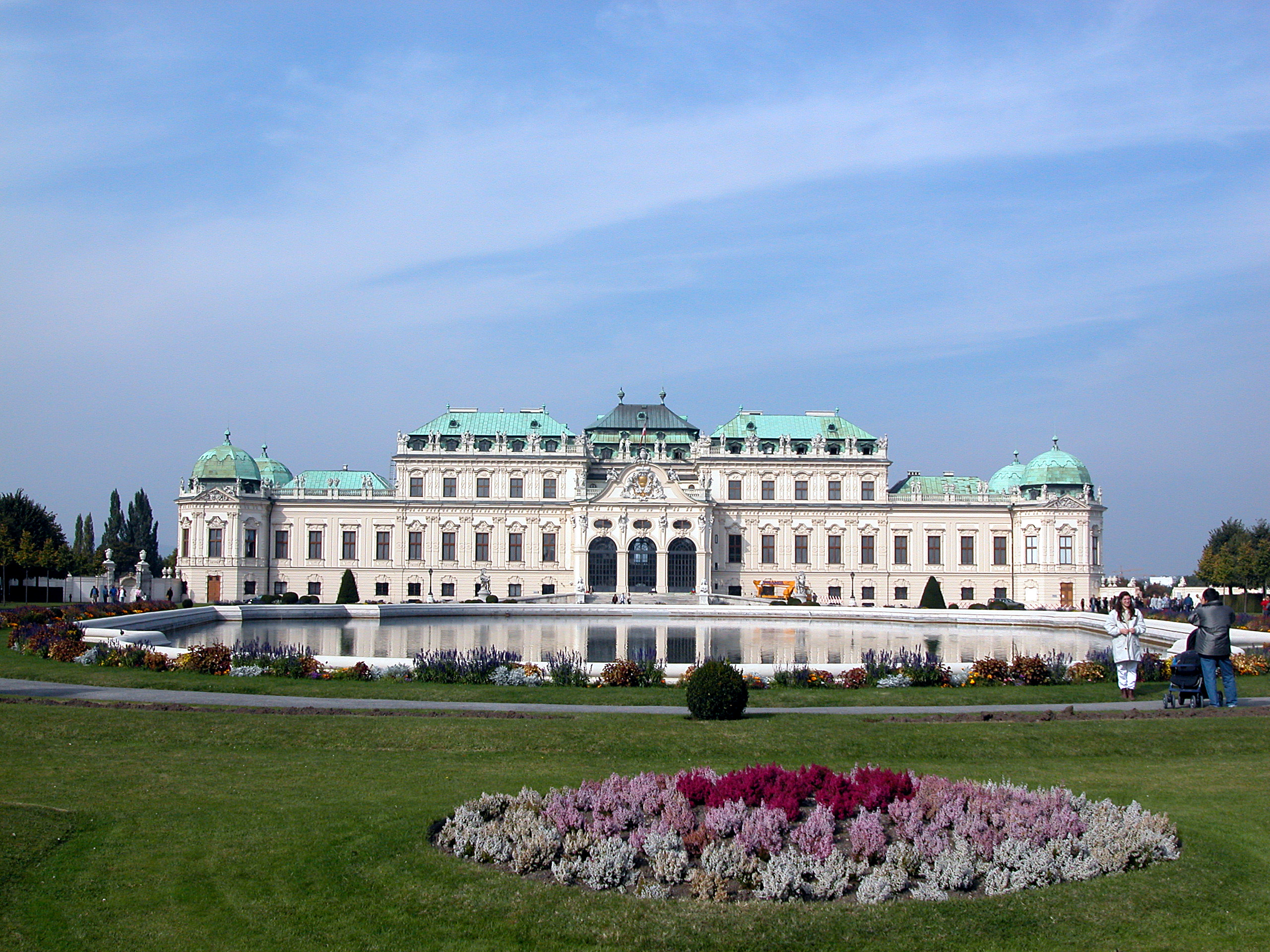
Aspecto Sul do Belvedere Superior
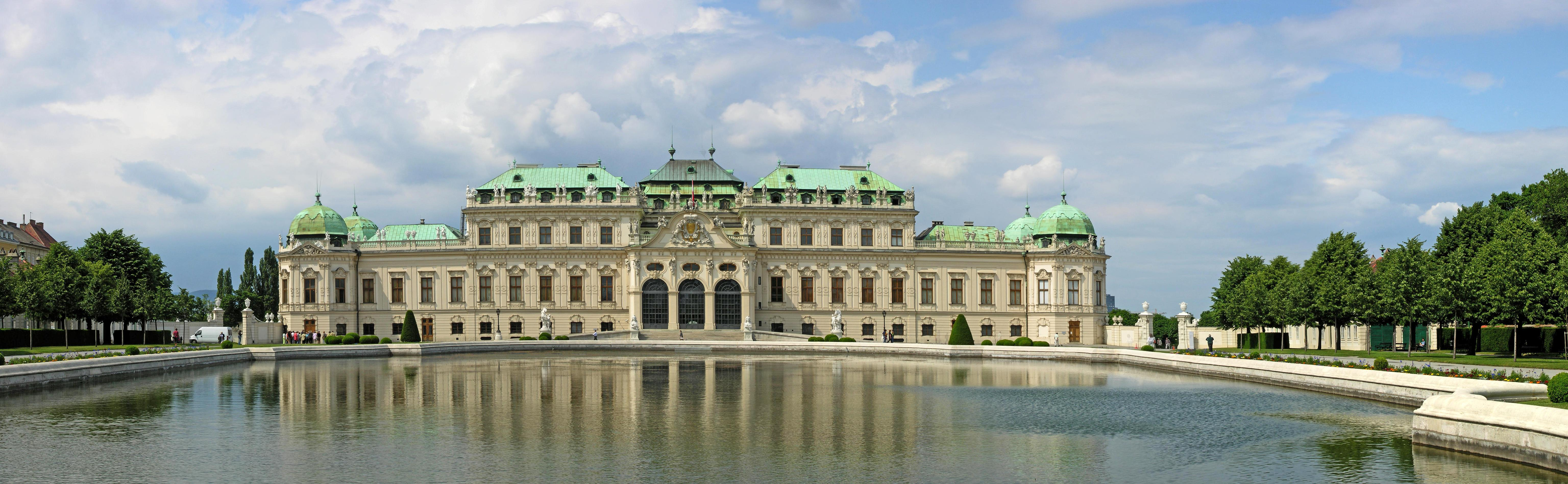
Aspecto Sul do Belvedere Superior
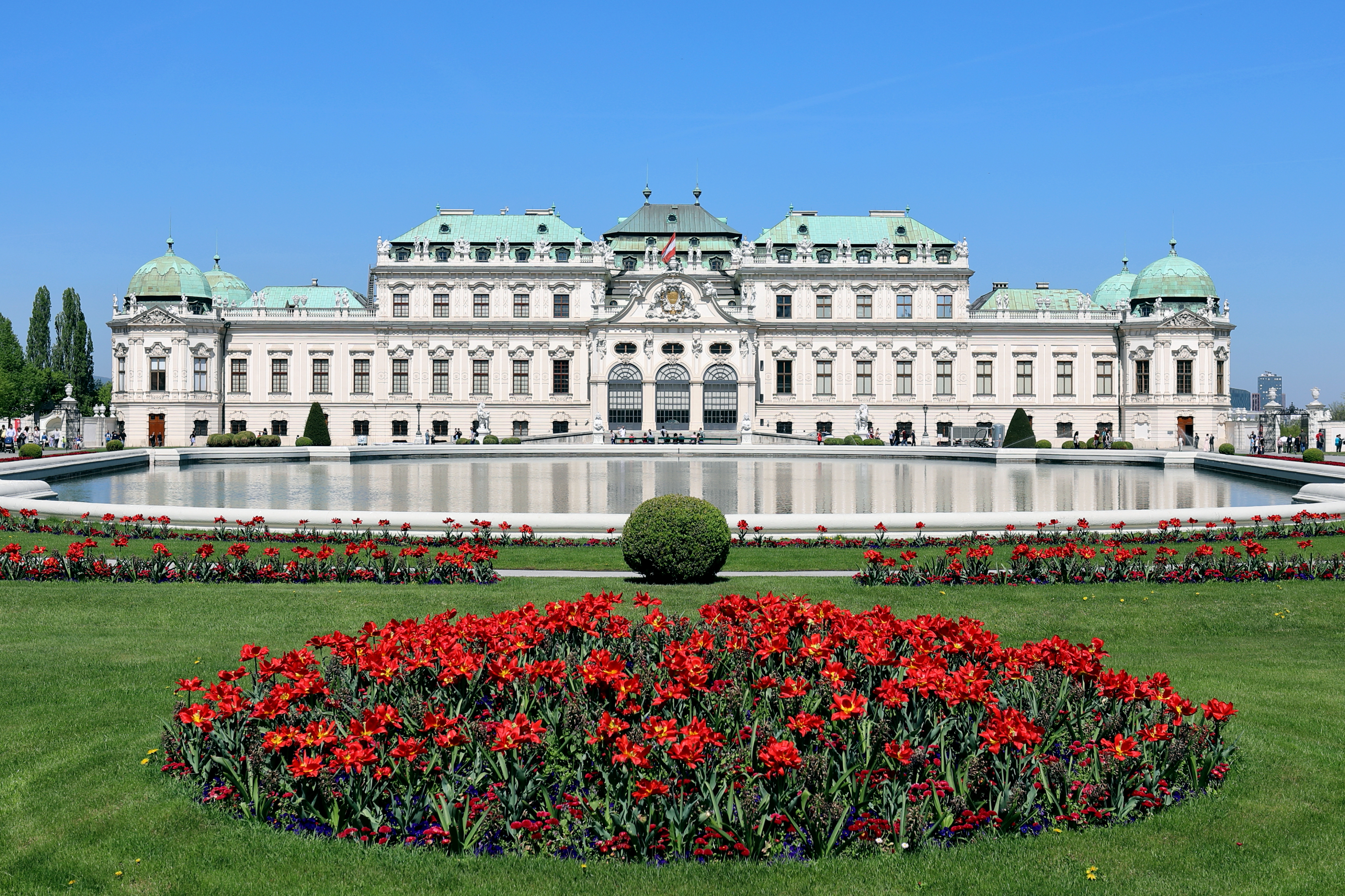
Alto Belvedere
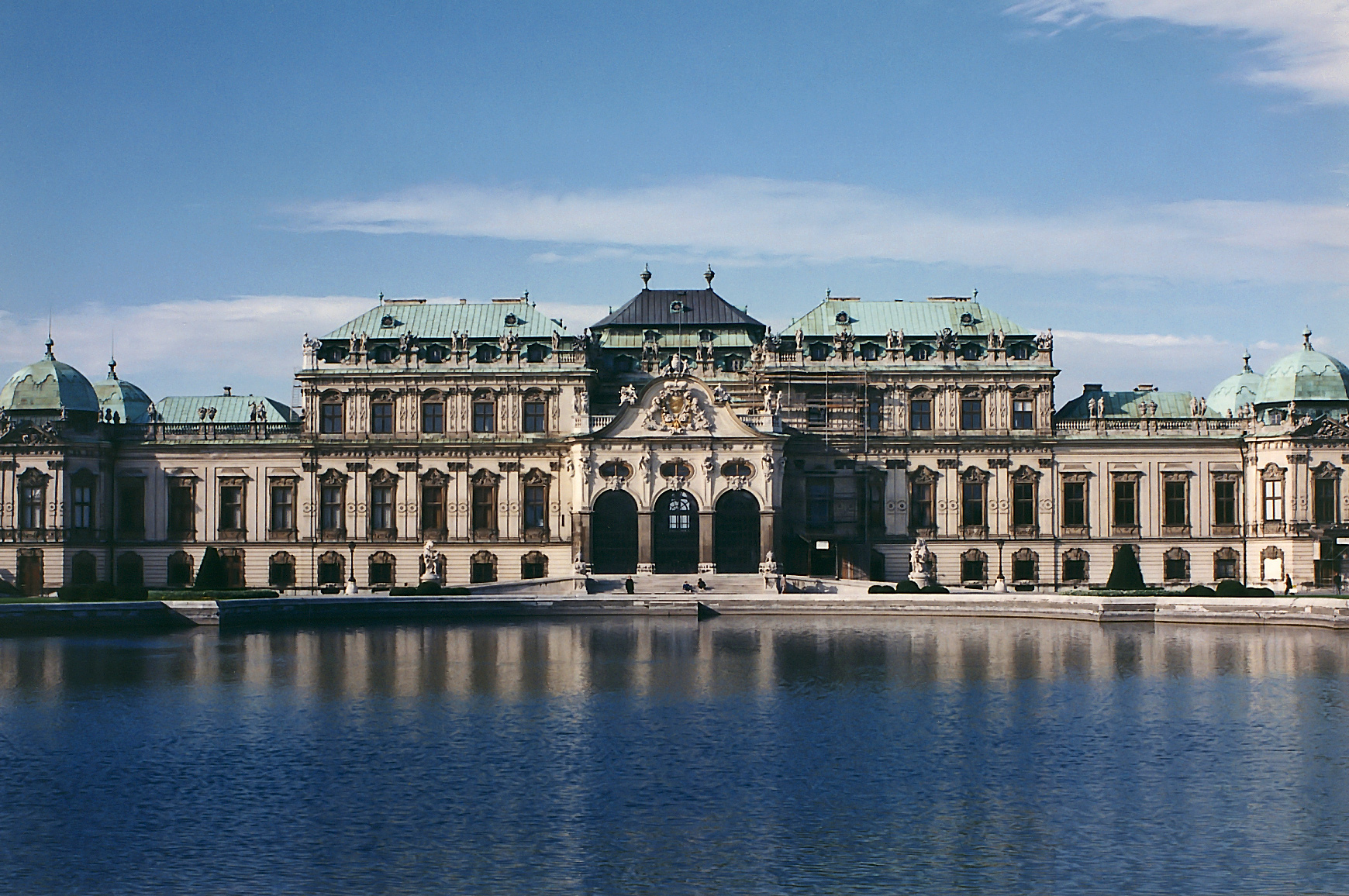
Castelo de Belvedere

### Palazzo Chiablese
O Palazzo Chiablese foi uma das muitas residências da família Saboia. Localizado no centro de Turim, próximo à entrada principal da Piazza San Giovanni, foi construido no transcurso do século XVI, por Emanuel Felisberto de Saboia. Sofreu mudanças na arquitetura promovidas pelo arquiteto Benedetto Alfieri em 1753-1754, que deu ao edifício uma unidade arquitetônica. A primeira proprietária foi a amante de Emanuel Felisberto de Saboia, marquesa Beatrice de Langholm Stroppiana e mais tarde, em 1642, foi a residência do ex-cardeal Maurício de Saboia e sua esposa Ludovica desde 1642, e mais tarde foi residência de Vítor Amadeu III e depois de Margarida de Saboia, rainha da Itália

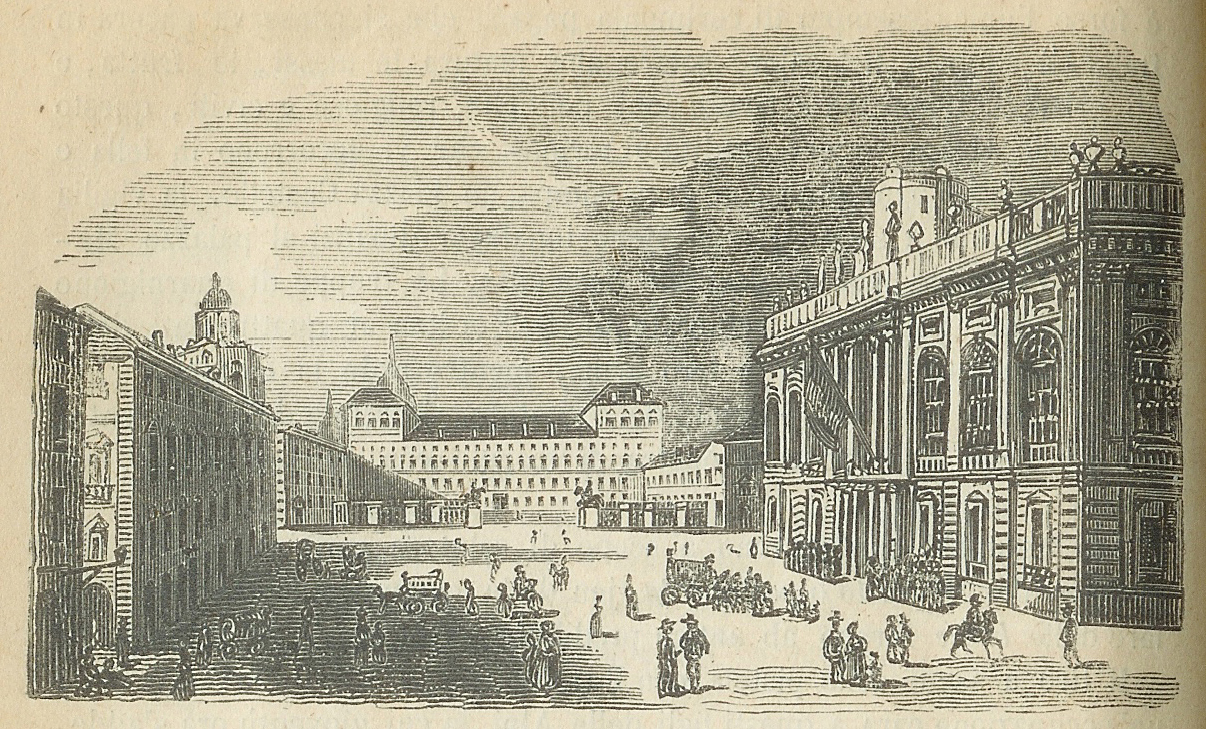
Antiga estampa do Pallazo Chiablese
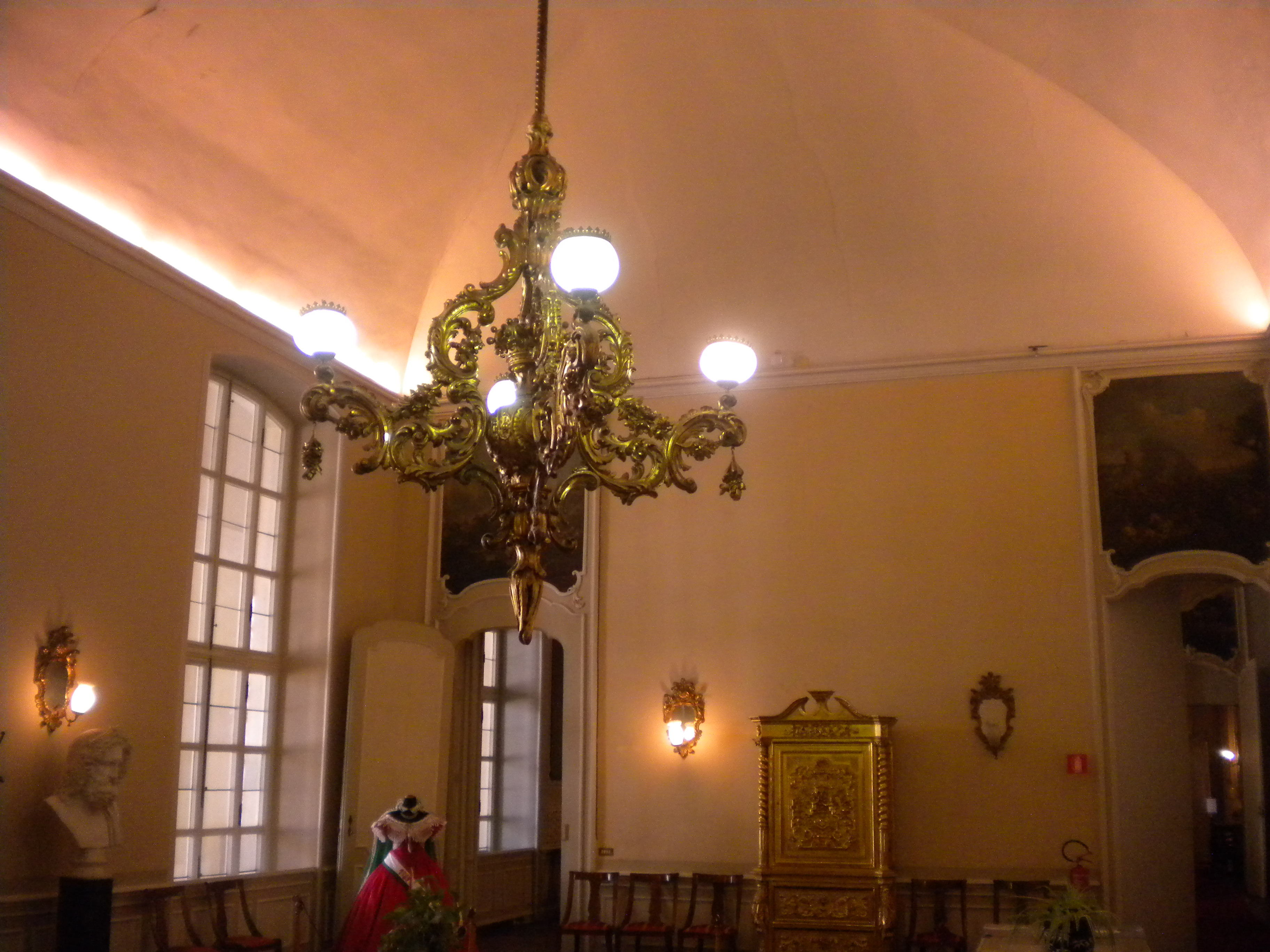
Lustre na sala dos guardas
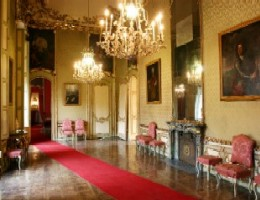
Antecâmara de guarda-costas